# 坂井市
坂井市（さかいし）は、福井県北部にある市。人口は約8.6万人で、福井市に次ぐ福井県内の第二都市である。

## 概要

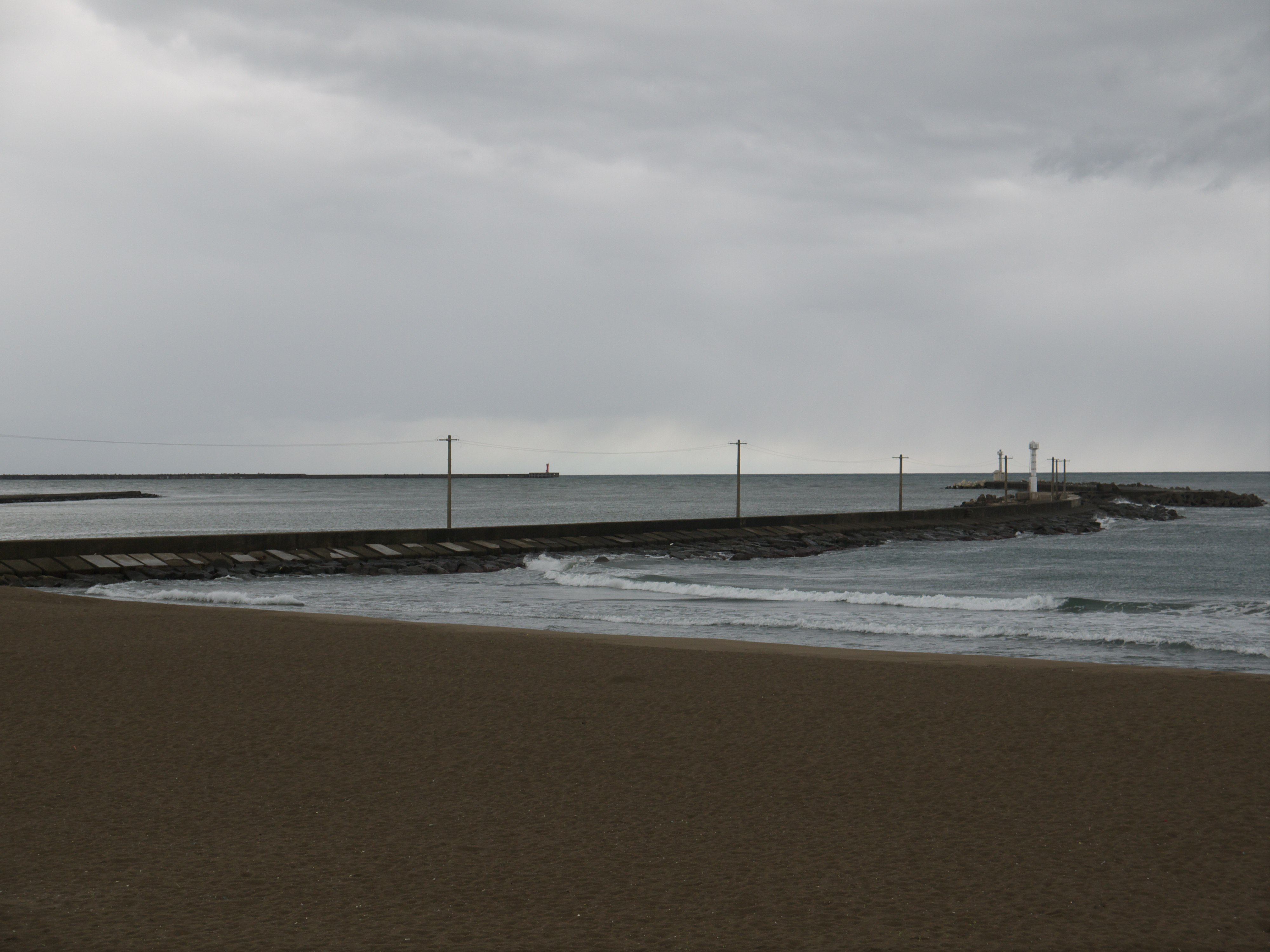
2011年「台風12号」接近中の重要文化財三国港の突堤

名勝東尋坊や古城丸岡城など、全国的に知られる観光地を擁していることが特徴である。三国港の突堤は、お雇い外国人のジョージ・アーノルド・エッセルにより、オランダの工法を用いた国内最初の港湾施設（エッセル堤）で、国の重要文化財である。
ほぼ全域が日本海に注ぐ九頭竜川水系の流域。旧三国町にある河口付近より北は東尋坊の断崖をはじめ岩場が多く、その東側は加越台地、河口付近の南は砂地の三里浜。旧丸岡町の東部には標高1000m程度の山岳地があるが、その他大半の部分は福井平野で占められる。
行政と市民が一体となった活動拠点として、市内各地区にコミュニティーセンターが設置されており、課題解決型地域づくりを担う人材育成を目指したワークショップも盛んに開催されている。

## 地理

### 地形
- 山：丈競山（標高1045m）
- 河川：九頭竜川、竹田川
- 湖沼：龍ヶ鼻湖

### 気候
旧三国町は日本海に面し、暖流（対馬海流）の影響で雪が非常に少ない。一方、内陸にある坂井市の中心部である旧丸岡町は積雪量が多くなる。
| 三国（1991年 - 2020年）の気候      | 三国（1991年 - 2020年）の気候 | 三国（1991年 - 2020年）の気候 | 三国（1991年 - 2020年）の気候 | 三国（1991年 - 2020年）の気候 | 三国（1991年 - 2020年）の気候 | 三国（1991年 - 2020年）の気候 | 三国（1991年 - 2020年）の気候 | 三国（1991年 - 2020年）の気候 | 三国（1991年 - 2020年）の気候 | 三国（1991年 - 2020年）の気候 | 三国（1991年 - 2020年）の気候 | 三国（1991年 - 2020年）の気候 | 三国（1991年 - 2020年）の気候 |
| 月                                 | 1月                           | 2月                           | 3月                           | 4月                           | 5月                           | 6月                           | 7月                           | 8月                           | 9月                           | 10月                          | 11月                          | 12月                          | 年                            |
| ---------------------------------- | ----------------------------- | ----------------------------- | ----------------------------- | ----------------------------- | ----------------------------- | ----------------------------- | ----------------------------- | ----------------------------- | ----------------------------- | ----------------------------- | ----------------------------- | ----------------------------- | ----------------------------- |
| 最高気温記録 °C （°F）             | 16.4 (61.5)                   | 20.9 (69.6)                   | 23.8 (74.8)                   | 28.8 (83.8)                   | 33.4 (92.1)                   | 34.9 (94.8)                   | 38.9 (102)                    | 39.7 (103.5)                  | 37.6 (99.7)                   | 32.3 (90.1)                   | 26.6 (79.9)                   | 21.8 (71.2)                   | 39.7 (103.5)                  |
| 平均最高気温 °C （°F）             | 6.9 (44.4)                    | 7.4 (45.3)                    | 11.0 (51.8)                   | 16.3 (61.3)                   | 21.1 (70)                     | 24.3 (75.7)                   | 28.4 (83.1)                   | 30.2 (86.4)                   | 26.2 (79.2)                   | 21.0 (69.8)                   | 15.5 (59.9)                   | 9.8 (49.6)                    | 18.2 (64.8)                   |
| 日平均気温 °C （°F）               | 3.5 (38.3)                    | 3.7 (38.7)                    | 6.7 (44.1)                    | 11.8 (53.2)                   | 16.7 (62.1)                   | 20.5 (68.9)                   | 24.7 (76.5)                   | 26.2 (79.2)                   | 22.3 (72.1)                   | 16.8 (62.2)                   | 11.2 (52.2)                   | 6.1 (43)                      | 14.2 (57.6)                   |
| 平均最低気温 °C （°F）             | 0.5 (32.9)                    | 0.4 (32.7)                    | 2.7 (36.9)                    | 7.5 (45.5)                    | 12.8 (55)                     | 17.4 (63.3)                   | 21.9 (71.4)                   | 23.0 (73.4)                   | 18.8 (65.8)                   | 13.0 (55.4)                   | 7.3 (45.1)                    | 2.8 (37)                      | 10.7 (51.3)                   |
| 最低気温記録 °C （°F）             | −6.8 (19.8)                   | −6.8 (19.8)                   | −4.0 (24.8)                   | −1.6 (29.1)                   | 3.4 (38.1)                    | 9.4 (48.9)                    | 14.4 (57.9)                   | 15.0 (59)                     | 9.0 (48.2)                    | 2.5 (36.5)                    | −0.5 (31.1)                   | −4.4 (24.1)                   | −6.8 (19.8)                   |
| 降水量 mm （inch）                 | 206.9 (8.146)                 | 123.6 (4.866)                 | 138.3 (5.445)                 | 125.0 (4.921)                 | 139.8 (5.504)                 | 155.4 (6.118)                 | 228.4 (8.992)                 | 147.1 (5.791)                 | 218.2 (8.591)                 | 159.8 (6.291)                 | 182.8 (7.197)                 | 253.9 (9.996)                 | 2,079.2 (81.858)              |
| 平均降水日数 （≥1.0 mm）           | 23.4                          | 18.1                          | 15.5                          | 11.6                          | 10.6                          | 10.7                          | 12.0                          | 8.8                           | 11.6                          | 12.5                          | 16.6                          | 23.4                          | 174.8                         |
| 平均月間日照時間                   | 56.5                          | 93.3                          | 152.0                         | 190.0                         | 213.4                         | 170.4                         | 179.6                         | 228.9                         | 165.4                         | 158.3                         | 107.0                         | 65.1                          | 1,777.1                       |
| 出典1：Japan Meteorological Agency |                               |                               |                               |                               |                               |                               |                               |                               |                               |                               |                               |                               |                               |
| 出典2：気象庁                      |                               |                               |                               |                               |                               |                               |                               |                               |                               |                               |                               |                               |                               |

| 春江（2003年 - 2020年）の気候      | 春江（2003年 - 2020年）の気候 | 春江（2003年 - 2020年）の気候 | 春江（2003年 - 2020年）の気候 | 春江（2003年 - 2020年）の気候 | 春江（2003年 - 2020年）の気候 | 春江（2003年 - 2020年）の気候 | 春江（2003年 - 2020年）の気候 | 春江（2003年 - 2020年）の気候 | 春江（2003年 - 2020年）の気候 | 春江（2003年 - 2020年）の気候 | 春江（2003年 - 2020年）の気候 | 春江（2003年 - 2020年）の気候 | 春江（2003年 - 2020年）の気候 |
| 月                                 | 1月                           | 2月                           | 3月                           | 4月                           | 5月                           | 6月                           | 7月                           | 8月                           | 9月                           | 10月                          | 11月                          | 12月                          | 年                            |
| ---------------------------------- | ----------------------------- | ----------------------------- | ----------------------------- | ----------------------------- | ----------------------------- | ----------------------------- | ----------------------------- | ----------------------------- | ----------------------------- | ----------------------------- | ----------------------------- | ----------------------------- | ----------------------------- |
| 最高気温記録 °C （°F）             | 15.7 (60.3)                   | 20.7 (69.3)                   | 24.2 (75.6)                   | 31.1 (88)                     | 34.3 (93.7)                   | 36.3 (97.3)                   | 39.0 (102.2)                  | 38.8 (101.8)                  | 37.2 (99)                     | 32.5 (90.5)                   | 27.6 (81.7)                   | 23.8 (74.8)                   | 39.0 (102.2)                  |
| 平均最高気温 °C （°F）             | 6.6 (43.9)                    | 7.7 (45.9)                    | 11.9 (53.4)                   | 17.6 (63.7)                   | 22.9 (73.2)                   | 26.2 (79.2)                   | 29.8 (85.6)                   | 31.8 (89.2)                   | 27.7 (81.9)                   | 22.0 (71.6)                   | 16.1 (61)                     | 9.6 (49.3)                    | 19.2 (66.6)                   |
| 日平均気温 °C （°F）               | 3.1 (37.6)                    | 3.8 (38.8)                    | 7.1 (44.8)                    | 12.4 (54.3)                   | 18.0 (64.4)                   | 22.0 (71.6)                   | 25.8 (78.4)                   | 27.2 (81)                     | 23.1 (73.6)                   | 17.1 (62.8)                   | 11.5 (52.7)                   | 5.9 (42.6)                    | 14.7 (58.5)                   |
| 平均最低気温 °C （°F）             | 0.2 (32.4)                    | 0.3 (32.5)                    | 2.6 (36.7)                    | 7.3 (45.1)                    | 13.4 (56.1)                   | 18.3 (64.9)                   | 22.5 (72.5)                   | 23.6 (74.5)                   | 19.3 (66.7)                   | 12.9 (55.2)                   | 7.5 (45.5)                    | 2.6 (36.7)                    | 10.9 (51.6)                   |
| 最低気温記録 °C （°F）             | −6.9 (19.6)                   | −6.8 (19.8)                   | −3.4 (25.9)                   | −1.9 (28.6)                   | 4.3 (39.7)                    | 9.8 (49.6)                    | 17.1 (62.8)                   | 15.1 (59.2)                   | 11.0 (51.8)                   | 3.9 (39)                      | −0.2 (31.6)                   | −5.9 (21.4)                   | −6.9 (19.6)                   |
| 降水量 mm （inch）                 | 180.7 (7.114)                 | 112.4 (4.425)                 | 129.5 (5.098)                 | 125.5 (4.941)                 | 136.3 (5.366)                 | 139.8 (5.504)                 | 241.4 (9.504)                 | 148.8 (5.858)                 | 225.3 (8.87)                  | 157.0 (6.181)                 | 167.2 (6.583)                 | 278.5 (10.965)                | 2,029.9 (79.917)              |
| 平均降水日数 （≥1.0 mm）           | 21.7                          | 15.3                          | 14.6                          | 11.5                          | 10.3                          | 10.1                          | 12.7                          | 9.0                           | 11.9                          | 11.8                          | 16.1                          | 23.2                          | 167.8                         |
| 出典1：Japan Meteorological Agency |                               |                               |                               |                               |                               |                               |                               |                               |                               |                               |                               |                               |                               |
| 出典2：気象庁                      |                               |                               |                               |                               |                               |                               |                               |                               |                               |                               |                               |                               |                               |

### 人口
| |                                        |  |
| 坂井市と全国の年齢別人口分布（2005年） | 坂井市の年齢・男女別人口分布（2005年） |  |
| ■紫色 ― 坂井市 ■緑色 ― 日本全国 | ■青色 ― 男性 ■赤色 ― 女性              |  |
| 坂井市（に相当する地域）の人口の推移 \| 1970年（昭和45年） \| 68,797人 \| \| \| 1975年（昭和50年） \| 72,174人 \| \| \| 1980年（昭和55年） \| 75,983人 \| \| \| 1985年（昭和60年） \| 80,707人 \| \| \| 1990年（平成2年） \| 83,372人 \| \| \| 1995年（平成7年） \| 86,870人 \| \| \| 2000年（平成12年） \| 91,173人 \| \| \| 2005年（平成17年） \| 92,318人 \| \| \| 2010年（平成22年） \| 91,900人 \| \| \| 2015年（平成27年） \| 90,280人 \| \| \| 2020年（令和2年） \| 88,481人 \| \| |                                        |  |
| 総務省統計局 国勢調査より |                                        |  |
| 1970年（昭和45年） | 68,797人                               |  |
| 1975年（昭和50年） | 72,174人                               |  |
| 1980年（昭和55年） | 75,983人                               |  |
| 1985年（昭和60年） | 80,707人                               |  |
| 1990年（平成2年） | 83,372人                               |  |
| 1995年（平成7年） | 86,870人                               |  |
| 2000年（平成12年） | 91,173人                               |  |
| 2005年（平成17年） | 92,318人                               |  |
| 2010年（平成22年） | 91,900人                               |  |
| 2015年（平成27年） | 90,280人                               |  |
| 2020年（令和2年） | 88,481人                               |  |

#### 健康
- 平均年齢 47.6歳（2020年国勢調査）

### 隣接自治体
福井県
- 福井市
- あわら市
- 勝山市
- 吉田郡：永平寺町

石川県
- 加賀市

## 歴史

### 古代
古墳時代
継体天皇が即位前に住んでいたといわれる。旧丸岡町内の女形谷（おながたに）の地名はこの即位により「御名が谷」と呼ばれるようになったものが変化したとされている。

### 近世
江戸時代
江戸時代には多くが丸岡藩領であった。三国は北前船の寄港地として栄えた。

### 近代
明治時代
- 1897年（明治30年） - 北陸本線の森田、小松間開業。
- 1909年（明治42年）12月 - 丸岡町内に電灯がつく。翌年11月に電話開通。

大正時代
- 1913年（大正2年） - 三国港の機船底曳網漁業始まる。
- 1919年（大正8年） - 竹田村（後に丸岡町の区域の一部）に電灯がつく。

### 近現代
昭和時代
- 1934年（昭和9年）1月 - 丸岡城天守が国宝保存法に基づく国宝（現行法の「重要文化財」に相当）に指定。
- 1948年（昭和23年）6月 - 福井地震発生。現在の市域における死者が人口の5％に及んだ。後年、甚大な被害とされた阪神・淡路大震災時の神戸市の死者率約0.3％に十数倍する被害である。
- 1975年（昭和50年）9月 - 北陸自動車道の福井 - 丸岡間開通。

### 現代
平成時代
- 1997年（平成9年）1月 - 島根県沖で座礁したロシアのタンカー「ナホトカ号」から流れ出た重油が三国町内の海岸に漂着（ナホトカ号重油流出事故）。
- 2006年（平成18年）3月20日 - 坂井郡坂井町、春江町、丸岡町および三国町が合併して、坂井市が発足。これに伴い、坂井郡が消滅。

### 市域の変遷
| 明治以前       | 明治以前       | 明治初年 - 明治6年     | 明治7年 - 明治22年               | 明治22年 4月1日 町村制施行 | 明治22年 - 昭和20年        | 昭和21年 - 昭和30年           | 昭和21年 - 昭和30年           | 昭和21年 - 昭和30年          | 昭和31年 - 昭和35年          | 昭和31年 - 昭和35年         | 昭和36年 - 昭和64年        | 平成元年 - 現在        | 現在   |
| -------------- | -------------- | ---------------------- | -------------------------------- | -------------------------- | -------------------------- | ----------------------------- | ----------------------------- | ---------------------------- | ---------------------------- | --------------------------- | -------------------------- | ---------------------- | ------ |
| 猪爪村         | 一部           | 猪爪村                 | 猪爪村                           | 丸岡町                     | 丸岡町                     | 丸岡町                        | 昭和30年3月31日 丸岡町        | 昭和30年3月31日 丸岡町       | 丸岡町                       | 丸岡町                      | 丸岡町                     | 平成18年3月20日 坂井市 | 坂井市 |
| 猪爪村         | 一部           | 猪爪村                 | 猪爪村                           | 長畝村                     | 長畝村                     | 長畝村                        | 昭和30年3月31日 丸岡町        | 昭和30年3月31日 丸岡町       | 丸岡町                       | 丸岡町                      | 丸岡町                     | 平成18年3月20日 坂井市 | 坂井市 |
| 宇田村         | 宇田村         | 宇田村                 | 宇田村                           | 長畝村                     | 長畝村                     | 長畝村                        | 昭和30年3月31日 丸岡町        | 昭和30年3月31日 丸岡町       | 丸岡町                       | 丸岡町                      | 丸岡町                     | 平成18年3月20日 坂井市 | 坂井市 |
| 玄女村         | 玄女村         | 玄女村                 | 玄女村                           | 長畝村                     | 長畝村                     | 長畝村                        | 昭和30年3月31日 丸岡町        | 昭和30年3月31日 丸岡町       | 丸岡町                       | 丸岡町                      | 丸岡町                     | 平成18年3月20日 坂井市 | 坂井市 |
| 千田村         | 千田村         | 千田村                 | 千田村                           | 長畝村                     | 長畝村                     | 長畝村                        | 昭和30年3月31日 丸岡町        | 昭和30年3月31日 丸岡町       | 丸岡町                       | 丸岡町                      | 丸岡町                     | 平成18年3月20日 坂井市 | 坂井市 |
| 山久保村       | 山久保村       | 山久保村               | 山久保村                         | 長畝村                     | 長畝村                     | 長畝村                        | 昭和30年3月31日 丸岡町        | 昭和30年3月31日 丸岡町       | 丸岡町                       | 丸岡町                      | 丸岡町                     | 平成18年3月20日 坂井市 | 坂井市 |
| 女形谷村       | 女形谷村       | 女形谷村               | 女形谷村                         | 長畝村                     | 長畝村                     | 長畝村                        | 昭和30年3月31日 丸岡町        | 昭和30年3月31日 丸岡町       | 丸岡町                       | 丸岡町                      | 丸岡町                     | 平成18年3月20日 坂井市 | 坂井市 |
| 長畝村         | 長畝村         | 長畝村                 | 長畝村                           | 長畝村                     | 長畝村                     | 長畝村                        | 昭和30年3月31日 丸岡町        | 昭和30年3月31日 丸岡町       | 丸岡町                       | 丸岡町                      | 丸岡町                     | 平成18年3月20日 坂井市 | 坂井市 |
| 三本木村       | 三本木村       | 三本木村               | 三本木村                         | 長畝村                     | 長畝村                     | 長畝村                        | 昭和30年3月31日 丸岡町        | 昭和30年3月31日 丸岡町       | 丸岡町                       | 丸岡町                      | 丸岡町                     | 平成18年3月20日 坂井市 | 坂井市 |
| 赤坂村         | 赤坂村         | 赤坂村                 | 赤坂村                           | 長畝村                     | 長畝村                     | 長畝村                        | 昭和30年3月31日 丸岡町        | 昭和30年3月31日 丸岡町       | 丸岡町                       | 丸岡町                      | 丸岡町                     | 平成18年3月20日 坂井市 | 坂井市 |
| 伏屋村         | 伏屋村         | 伏屋村                 | 伏屋村                           | 長畝村                     | 長畝村                     | 長畝村                        | 昭和30年3月31日 丸岡町        | 昭和30年3月31日 丸岡町       | 丸岡町                       | 丸岡町                      | 丸岡町                     | 平成18年3月20日 坂井市 | 坂井市 |
| 田屋村         | 田屋村         | 田屋村                 | 田屋村                           | 長畝村                     | 長畝村                     | 長畝村                        | 昭和30年3月31日 丸岡町        | 昭和30年3月31日 丸岡町       | 丸岡町                       | 丸岡町                      | 丸岡町                     | 平成18年3月20日 坂井市 | 坂井市 |
| 畑中村         | 畑中村         | 畑中村                 | 畑中村                           | 長畝村                     | 長畝村                     | 長畝村                        | 昭和30年3月31日 丸岡町        | 昭和30年3月31日 丸岡町       | 丸岡町                       | 丸岡町                      | 丸岡町                     | 平成18年3月20日 坂井市 | 坂井市 |
| 与河村         | 与河村         | 与河村                 | 与河村                           | 長畝村                     | 長畝村                     | 長畝村                        | 昭和30年3月31日 丸岡町        | 昭和30年3月31日 丸岡町       | 丸岡町                       | 丸岡町                      | 丸岡町                     | 平成18年3月20日 坂井市 | 坂井市 |
| 篠岡村         | 篠岡村         | 篠岡村                 | 篠岡村                           | 長畝村                     | 長畝村                     | 長畝村                        | 昭和30年3月31日 丸岡町        | 昭和30年3月31日 丸岡町       | 丸岡町                       | 丸岡町                      | 丸岡町                     | 平成18年3月20日 坂井市 | 坂井市 |
| 里丸岡村       | 里丸岡村       | 里丸岡村               | 里丸岡村                         | 長畝村                     | 長畝村                     | 長畝村                        | 昭和30年3月31日 丸岡町        | 昭和30年3月31日 丸岡町       | 丸岡町                       | 丸岡町                      | 丸岡町                     | 平成18年3月20日 坂井市 | 坂井市 |
| 小黒村         | 小黒村         | 小黒村                 | 小黒村                           | 長畝村                     | 長畝村                     | 長畝村                        | 昭和30年3月31日 丸岡町        | 昭和30年3月31日 丸岡町       | 丸岡町                       | 丸岡町                      | 丸岡町                     | 平成18年3月20日 坂井市 | 坂井市 |
| 升田村         | 升田村         | 升田村                 | 升田村                           | 長畝村                     | 長畝村                     | 長畝村                        | 昭和30年3月31日 丸岡町        | 昭和30年3月31日 丸岡町       | 丸岡町                       | 丸岡町                      | 丸岡町                     | 平成18年3月20日 坂井市 | 坂井市 |
| 内田村         | 内田村         | 内田村                 | 内田村                           | 長畝村                     | 長畝村                     | 長畝村                        | 昭和30年3月31日 丸岡町        | 昭和30年3月31日 丸岡町       | 丸岡町                       | 丸岡町                      | 丸岡町                     | 平成18年3月20日 坂井市 | 坂井市 |
| 曽々木村       | 曽々木村       | 曽々木村               | 曽々木村                         | 長畝村                     | 長畝村                     | 長畝村                        | 昭和30年3月31日 丸岡町        | 昭和30年3月31日 丸岡町       | 丸岡町                       | 丸岡町                      | 丸岡町                     | 平成18年3月20日 坂井市 | 坂井市 |
| 豊原村         | 豊原村         | 豊原村                 | 豊原村                           | 長畝村                     | 長畝村                     | 長畝村                        | 昭和30年3月31日 丸岡町        | 昭和30年3月31日 丸岡町       | 丸岡町                       | 丸岡町                      | 丸岡町                     | 平成18年3月20日 坂井市 | 坂井市 |
| 丸岡町         | 一部           | 丸岡町                 | 丸岡町                           | 長畝村                     | 長畝村                     | 長畝村                        | 昭和30年3月31日 丸岡町        | 昭和30年3月31日 丸岡町       | 丸岡町                       | 丸岡町                      | 丸岡町                     | 平成18年3月20日 坂井市 | 坂井市 |
| 丸岡町         | 一部           | 丸岡町                 | 丸岡町                           | 丸岡町                     | 丸岡町                     | 丸岡町                        | 昭和30年3月31日 丸岡町        | 昭和30年3月31日 丸岡町       | 丸岡町                       | 丸岡町                      | 丸岡町                     | 平成18年3月20日 坂井市 | 坂井市 |
| 丸岡町         | 一部           | 丸岡町                 | 丸岡町                           | 高椋村                     | 高椋村                     | 高椋村                        | 昭和30年3月31日 丸岡町        | 昭和30年3月31日 丸岡町       | 丸岡町                       | 丸岡町                      | 丸岡町                     | 平成18年3月20日 坂井市 | 坂井市 |
| 笹和田村       | 笹和田村       | 笹和田村               | 笹和田村                         | 高椋村                     | 高椋村                     | 高椋村                        | 昭和30年3月31日 丸岡町        | 昭和30年3月31日 丸岡町       | 丸岡町                       | 丸岡町                      | 丸岡町                     | 平成18年3月20日 坂井市 | 坂井市 |
| 舟寄村         | 舟寄村         | 舟寄村                 | 舟寄村                           | 高椋村                     | 高椋村                     | 高椋村                        | 昭和30年3月31日 丸岡町        | 昭和30年3月31日 丸岡町       | 丸岡町                       | 丸岡町                      | 丸岡町                     | 平成18年3月20日 坂井市 | 坂井市 |
| 長崎村         | 長崎村         | 長崎村                 | 長崎村                           | 高椋村                     | 高椋村                     | 高椋村                        | 昭和30年3月31日 丸岡町        | 昭和30年3月31日 丸岡町       | 丸岡町                       | 丸岡町                      | 丸岡町                     | 平成18年3月20日 坂井市 | 坂井市 |
| 枯木高柳村     | 枯木高柳村     | 枯木高柳村             | 枯木高柳村                       | 高椋村                     | 高椋村                     | 高椋村                        | 昭和30年3月31日 丸岡町        | 昭和30年3月31日 丸岡町       | 丸岡町                       | 丸岡町                      | 丸岡町                     | 平成18年3月20日 坂井市 | 坂井市 |
| 吉政村         | 吉政村         | 吉政村                 | 吉政村                           | 高椋村                     | 高椋村                     | 高椋村                        | 昭和30年3月31日 丸岡町        | 昭和30年3月31日 丸岡町       | 丸岡町                       | 丸岡町                      | 丸岡町                     | 平成18年3月20日 坂井市 | 坂井市 |
| 八ツ口村       | 八ツ口村       | 八ツ口村               | 八ツ口村                         | 高椋村                     | 高椋村                     | 高椋村                        | 昭和30年3月31日 丸岡町        | 昭和30年3月31日 丸岡町       | 丸岡町                       | 丸岡町                      | 丸岡町                     | 平成18年3月20日 坂井市 | 坂井市 |
| 今福村         | 今福村         | 今福村                 | 今福村                           | 高椋村                     | 高椋村                     | 高椋村                        | 昭和30年3月31日 丸岡町        | 昭和30年3月31日 丸岡町       | 丸岡町                       | 丸岡町                      | 丸岡町                     | 平成18年3月20日 坂井市 | 坂井市 |
| 寅国村         | 寅国村         | 寅国村                 | 寅国村                           | 高椋村                     | 高椋村                     | 高椋村                        | 昭和30年3月31日 丸岡町        | 昭和30年3月31日 丸岡町       | 丸岡町                       | 丸岡町                      | 丸岡町                     | 平成18年3月20日 坂井市 | 坂井市 |
| 新間村         | 新間村         | 新間村                 | 新間村                           | 高椋村                     | 高椋村                     | 高椋村                        | 昭和30年3月31日 丸岡町        | 昭和30年3月31日 丸岡町       | 丸岡町                       | 丸岡町                      | 丸岡町                     | 平成18年3月20日 坂井市 | 坂井市 |
| 儀間村         | 儀間村         | 儀間村                 | 儀間村                           | 高椋村                     | 高椋村                     | 高椋村                        | 昭和30年3月31日 丸岡町        | 昭和30年3月31日 丸岡町       | 丸岡町                       | 丸岡町                      | 丸岡町                     | 平成18年3月20日 坂井市 | 坂井市 |
| 牛ヶ島村       | 牛ヶ島村       | 牛ヶ島村               | 牛ヶ島村                         | 高椋村                     | 高椋村                     | 高椋村                        | 昭和30年3月31日 丸岡町        | 昭和30年3月31日 丸岡町       | 丸岡町                       | 丸岡町                      | 丸岡町                     | 平成18年3月20日 坂井市 | 坂井市 |
| 長崎高瀬村     | 長崎高瀬村     | 長崎高瀬村             | 長崎高瀬村                       | 高椋村                     | 高椋村                     | 高椋村                        | 昭和30年3月31日 丸岡町        | 昭和30年3月31日 丸岡町       | 丸岡町                       | 丸岡町                      | 丸岡町                     | 平成18年3月20日 坂井市 | 坂井市 |
| 豊原高瀬村     | 豊原高瀬村     | 豊原高瀬村             | 豊原高瀬村                       | 高椋村                     | 高椋村                     | 高椋村                        | 昭和30年3月31日 丸岡町        | 昭和30年3月31日 丸岡町       | 丸岡町                       | 丸岡町                      | 丸岡町                     | 平成18年3月20日 坂井市 | 坂井市 |
| 四ツ柳村       | 四ツ柳村       | 四ツ柳村               | 四ツ柳村                         | 高椋村                     | 高椋村                     | 高椋村                        | 昭和30年3月31日 丸岡町        | 昭和30年3月31日 丸岡町       | 丸岡町                       | 丸岡町                      | 丸岡町                     | 平成18年3月20日 坂井市 | 坂井市 |
| 筑後清水村     | 筑後清水村     | 筑後清水村             | 筑後清水村                       | 高椋村                     | 高椋村                     | 高椋村                        | 昭和30年3月31日 丸岡町        | 昭和30年3月31日 丸岡町       | 丸岡町                       | 丸岡町                      | 丸岡町                     | 平成18年3月20日 坂井市 | 坂井市 |
| 末政村         | 末政村         | 末政村                 | 末政村                           | 高椋村                     | 高椋村                     | 高椋村                        | 昭和30年3月31日 丸岡町        | 昭和30年3月31日 丸岡町       | 丸岡町                       | 丸岡町                      | 丸岡町                     | 平成18年3月20日 坂井市 | 坂井市 |
| 山崎三ヶ村     | 山崎三ヶ村     | 山崎三ヶ村             | 山崎三ヶ村                       | 高椋村                     | 高椋村                     | 高椋村                        | 昭和30年3月31日 丸岡町        | 昭和30年3月31日 丸岡町       | 丸岡町                       | 丸岡町                      | 丸岡町                     | 平成18年3月20日 坂井市 | 坂井市 |
| 大森村         | 大森村         | 大森村                 | 大森村                           | 高椋村                     | 高椋村                     | 高椋村                        | 昭和30年3月31日 丸岡町        | 昭和30年3月31日 丸岡町       | 丸岡町                       | 丸岡町                      | 丸岡町                     | 平成18年3月20日 坂井市 | 坂井市 |
| 野中山王村     | 野中山王村     | 野中山王村             | 野中山王村                       | 高椋村                     | 高椋村                     | 高椋村                        | 昭和30年3月31日 丸岡町        | 昭和30年3月31日 丸岡町       | 丸岡町                       | 丸岡町                      | 丸岡町                     | 平成18年3月20日 坂井市 | 坂井市 |
| 板倉村         | 板倉村         | 板倉村                 | 板倉村                           | 高椋村                     | 高椋村                     | 高椋村                        | 昭和30年3月31日 丸岡町        | 昭和30年3月31日 丸岡町       | 丸岡町                       | 丸岡町                      | 丸岡町                     | 平成18年3月20日 坂井市 | 坂井市 |
| 油為頭村       | 油為頭村       | 油為頭村               | 油為頭村                         | 高椋村                     | 高椋村                     | 高椋村                        | 昭和30年3月31日 丸岡町        | 昭和30年3月31日 丸岡町       | 丸岡町                       | 丸岡町                      | 丸岡町                     | 平成18年3月20日 坂井市 | 坂井市 |
| 高田村         | 高田村         | 高田村                 | 高田村                           | 高椋村                     | 高椋村                     | 高椋村                        | 昭和30年3月31日 丸岡町        | 昭和30年3月31日 丸岡町       | 丸岡町                       | 丸岡町                      | 丸岡町                     | 平成18年3月20日 坂井市 | 坂井市 |
| 西瓜屋村       | 一部           | 西瓜屋村               | 西瓜屋村                         | 高椋村                     | 高椋村                     | 高椋村                        | 昭和30年3月31日 丸岡町        | 昭和30年3月31日 丸岡町       | 丸岡町                       | 丸岡町                      | 丸岡町                     | 平成18年3月20日 坂井市 | 坂井市 |
| 西瓜屋村       | 一部           | 西瓜屋村               | 西瓜屋村                         | 丸岡町                     | 丸岡町                     | 丸岡町                        | 昭和30年3月31日 丸岡町        | 昭和30年3月31日 丸岡町       | 丸岡町                       | 丸岡町                      | 丸岡町                     | 平成18年3月20日 坂井市 | 坂井市 |
| 一本田村       | 一部           | 一本田村               | 一本田村                         | 丸岡町                     | 丸岡町                     | 丸岡町                        | 昭和30年3月31日 丸岡町        | 昭和30年3月31日 丸岡町       | 丸岡町                       | 丸岡町                      | 丸岡町                     | 平成18年3月20日 坂井市 | 坂井市 |
| 一本田村       | 一部           | 一本田村               | 一本田村                         | 高椋村                     | 高椋村                     | 高椋村                        | 昭和30年3月31日 丸岡町        | 昭和30年3月31日 丸岡町       | 丸岡町                       | 丸岡町                      | 丸岡町                     | 平成18年3月20日 坂井市 | 坂井市 |
| 一本田福所村   | 一本田福所村   | 一本田福所村           | 一本田福所村                     | 高椋村                     | 高椋村                     | 高椋村                        | 昭和30年3月31日 丸岡町        | 昭和30年3月31日 丸岡町       | 丸岡町                       | 丸岡町                      | 丸岡町                     | 平成18年3月20日 坂井市 | 坂井市 |
| 一本田中村     | 一部           | 一本田中村             | 一本田中村                       | 高椋村                     | 高椋村                     | 高椋村                        | 昭和30年3月31日 丸岡町        | 昭和30年3月31日 丸岡町       | 丸岡町                       | 丸岡町                      | 丸岡町                     | 平成18年3月20日 坂井市 | 坂井市 |
| 一本田中村     | 一部           | 一本田中村             | 一本田中村                       | 丸岡町                     | 丸岡町                     | 丸岡町                        | 昭和30年3月31日 丸岡町        | 昭和30年3月31日 丸岡町       | 丸岡町                       | 丸岡町                      | 丸岡町                     | 平成18年3月20日 坂井市 | 坂井市 |
| 西里丸岡村     | 一部           | 西里丸岡村             | 西里丸岡村                       | 丸岡町                     | 丸岡町                     | 丸岡町                        | 昭和30年3月31日 丸岡町        | 昭和30年3月31日 丸岡町       | 丸岡町                       | 丸岡町                      | 丸岡町                     | 平成18年3月20日 坂井市 | 坂井市 |
| 西里丸岡村     | 一部           | 西里丸岡村             | 西里丸岡村                       | 高椋村                     | 高椋村                     | 高椋村                        | 昭和30年3月31日 丸岡町        | 昭和30年3月31日 丸岡町       | 丸岡町                       | 丸岡町                      | 丸岡町                     | 平成18年3月20日 坂井市 | 坂井市 |
| 鳴鹿山鹿村     | 一部           | 鳴鹿山鹿村             | 鳴鹿山鹿村                       | 鳴鹿村                     | 鳴鹿村                     | 鳴鹿村                        | 昭和30年3月31日 丸岡町        | 昭和30年3月31日 丸岡町       | 丸岡町                       | 丸岡町                      | 丸岡町                     | 平成18年3月20日 坂井市 | 坂井市 |
| 上久米田村     | 上久米田村     | 上久米田村             | 上久米田村                       | 鳴鹿村                     | 鳴鹿村                     | 鳴鹿村                        | 昭和30年3月31日 丸岡町        | 昭和30年3月31日 丸岡町       | 丸岡町                       | 丸岡町                      | 丸岡町                     | 平成18年3月20日 坂井市 | 坂井市 |
| 下久米田村     | 下久米田村     | 下久米田村             | 下久米田村                       | 鳴鹿村                     | 鳴鹿村                     | 鳴鹿村                        | 昭和30年3月31日 丸岡町        | 昭和30年3月31日 丸岡町       | 丸岡町                       | 丸岡町                      | 丸岡町                     | 平成18年3月20日 坂井市 | 坂井市 |
| 二ツ屋村       | 二ツ屋村       | 二ツ屋村               | 明治17年 改称 東二ツ屋村         | 鳴鹿村                     | 鳴鹿村                     | 鳴鹿村                        | 昭和30年3月31日 丸岡町        | 昭和30年3月31日 丸岡町       | 丸岡町                       | 丸岡町                      | 丸岡町                     | 平成18年3月20日 坂井市 | 坂井市 |
| 上金屋村       | 上金屋村       | 上金屋村               | 上金屋村                         | 鳴鹿村                     | 鳴鹿村                     | 鳴鹿村                        | 昭和30年3月31日 丸岡町        | 昭和30年3月31日 丸岡町       | 丸岡町                       | 丸岡町                      | 丸岡町                     | 平成18年3月20日 坂井市 | 坂井市 |
| 金元村         | 金元村         | 金元村                 | 金元村                           | 鳴鹿村                     | 鳴鹿村                     | 鳴鹿村                        | 昭和30年3月31日 丸岡町        | 昭和30年3月31日 丸岡町       | 丸岡町                       | 丸岡町                      | 丸岡町                     | 平成18年3月20日 坂井市 | 坂井市 |
| 楽間村         | 楽間村         | 楽間村                 | 楽間村                           | 鳴鹿村                     | 鳴鹿村                     | 鳴鹿村                        | 昭和30年3月31日 丸岡町        | 昭和30年3月31日 丸岡町       | 丸岡町                       | 丸岡町                      | 丸岡町                     | 平成18年3月20日 坂井市 | 坂井市 |
| 為安村         | 為安村         | 為安村                 | 為安村                           | 鳴鹿村                     | 鳴鹿村                     | 鳴鹿村                        | 昭和30年3月31日 丸岡町        | 昭和30年3月31日 丸岡町       | 丸岡町                       | 丸岡町                      | 丸岡町                     | 平成18年3月20日 坂井市 | 坂井市 |
| 寄永村         | 寄永村         | 寄永村                 | 寄永村                           | 鳴鹿村                     | 鳴鹿村                     | 鳴鹿村                        | 昭和30年3月31日 丸岡町        | 昭和30年3月31日 丸岡町       | 丸岡町                       | 丸岡町                      | 丸岡町                     | 平成18年3月20日 坂井市 | 坂井市 |
| 友末村         | 友末村         | 友末村                 | 友末村                           | 鳴鹿村                     | 鳴鹿村                     | 鳴鹿村                        | 昭和30年3月31日 丸岡町        | 昭和30年3月31日 丸岡町       | 丸岡町                       | 丸岡町                      | 丸岡町                     | 平成18年3月20日 坂井市 | 坂井市 |
| 坪ノ内村       | 坪ノ内村       | 坪ノ内村               | 明治8年 坪ノ内村                 | 鳴鹿村                     | 鳴鹿村                     | 鳴鹿村                        | 昭和30年3月31日 丸岡町        | 昭和30年3月31日 丸岡町       | 丸岡町                       | 丸岡町                      | 丸岡町                     | 平成18年3月20日 坂井市 | 坂井市 |
| 末広村         | 末広村         | 末広村                 | 明治8年 坪ノ内村                 | 鳴鹿村                     | 鳴鹿村                     | 鳴鹿村                        | 昭和30年3月31日 丸岡町        | 昭和30年3月31日 丸岡町       | 丸岡町                       | 丸岡町                      | 丸岡町                     | 平成18年3月20日 坂井市 | 坂井市 |
| 四郎丸村       | 四郎丸村       | 四郎丸村               | 四郎丸村                         | 磯部村                     | 磯部村                     | 磯部村                        | 昭和30年3月31日 丸岡町        | 昭和30年3月31日 丸岡町       | 丸岡町                       | 丸岡町                      | 丸岡町                     | 平成18年3月20日 坂井市 | 坂井市 |
| 磯部島村       | 磯部島村       | 磯部島村               | 磯部島村                         | 磯部村                     | 磯部村                     | 磯部村                        | 昭和30年3月31日 丸岡町        | 昭和30年3月31日 丸岡町       | 丸岡町                       | 丸岡町                      | 丸岡町                     | 平成18年3月20日 坂井市 | 坂井市 |
| 今市村         | 今市村         | 今市村                 | 今市村                           | 磯部村                     | 磯部村                     | 磯部村                        | 昭和30年3月31日 丸岡町        | 昭和30年3月31日 丸岡町       | 丸岡町                       | 丸岡町                      | 丸岡町                     | 平成18年3月20日 坂井市 | 坂井市 |
| 端保村         | 端保村         | 端保村                 | 端保村                           | 磯部村                     | 磯部村                     | 磯部村                        | 昭和30年3月31日 丸岡町        | 昭和30年3月31日 丸岡町       | 丸岡町                       | 丸岡町                      | 丸岡町                     | 平成18年3月20日 坂井市 | 坂井市 |
| 八丁村         | 八丁村         | 八丁村                 | 八丁村                           | 磯部村                     | 磯部村                     | 磯部村                        | 昭和30年3月31日 丸岡町        | 昭和30年3月31日 丸岡町       | 丸岡町                       | 丸岡町                      | 丸岡町                     | 平成18年3月20日 坂井市 | 坂井市 |
| 磯部福庄村     | 磯部福庄村     | 磯部福庄村             | 磯部福庄村                       | 磯部村                     | 磯部村                     | 磯部村                        | 昭和30年3月31日 丸岡町        | 昭和30年3月31日 丸岡町       | 丸岡町                       | 丸岡町                      | 丸岡町                     | 平成18年3月20日 坂井市 | 坂井市 |
| 熊堂村         | 熊堂村         | 熊堂村                 | 熊堂村                           | 磯部村                     | 磯部村                     | 磯部村                        | 昭和30年3月31日 丸岡町        | 昭和30年3月31日 丸岡町       | 丸岡町                       | 丸岡町                      | 丸岡町                     | 平成18年3月20日 坂井市 | 坂井市 |
| 宇随村         | 宇随村         | 宇随村                 | 宇随村                           | 磯部村                     | 磯部村                     | 磯部村                        | 昭和30年3月31日 丸岡町        | 昭和30年3月31日 丸岡町       | 丸岡町                       | 丸岡町                      | 丸岡町                     | 平成18年3月20日 坂井市 | 坂井市 |
| 羽崎村         | 羽崎村         | 羽崎村                 | 羽崎村                           | 磯部村                     | 磯部村                     | 磯部村                        | 昭和30年3月31日 丸岡町        | 昭和30年3月31日 丸岡町       | 丸岡町                       | 丸岡町                      | 丸岡町                     | 平成18年3月20日 坂井市 | 坂井市 |
| 磯部新保村     | 磯部新保村     | 磯部新保村             | 磯部新保村                       | 磯部村                     | 磯部村                     | 磯部村                        | 昭和30年3月31日 丸岡町        | 昭和30年3月31日 丸岡町       | 丸岡町                       | 丸岡町                      | 丸岡町                     | 平成18年3月20日 坂井市 | 坂井市 |
| 上安田村       | 上安田村       | 上安田村               | 上安田村                         | 磯部村                     | 磯部村                     | 磯部村                        | 昭和30年3月31日 丸岡町        | 昭和30年3月31日 丸岡町       | 丸岡町                       | 丸岡町                      | 丸岡町                     | 平成18年3月20日 坂井市 | 坂井市 |
| 安田新村       | 安田新村       | 安田新村               | 安田新村                         | 磯部村                     | 磯部村                     | 磯部村                        | 昭和30年3月31日 丸岡町        | 昭和30年3月31日 丸岡町       | 丸岡町                       | 丸岡町                      | 丸岡町                     | 平成18年3月20日 坂井市 | 坂井市 |
| 下安田村       | 下安田村       | 下安田村               | 下安田村                         | 磯部村                     | 磯部村                     | 磯部村                        | 昭和30年3月31日 丸岡町        | 昭和30年3月31日 丸岡町       | 丸岡町                       | 丸岡町                      | 丸岡町                     | 平成18年3月20日 坂井市 | 坂井市 |
| 北横地村       | 北横地村       | 北横地村               | 北横地村                         | 磯部村                     | 磯部村                     | 磯部村                        | 昭和30年3月31日 丸岡町        | 昭和30年3月31日 丸岡町       | 丸岡町                       | 丸岡町                      | 丸岡町                     | 平成18年3月20日 坂井市 | 坂井市 |
| 南横地村       | 南横地村       | 南横地村               | 南横地村                         | 磯部村                     | 磯部村                     | 磯部村                        | 昭和30年3月31日 丸岡町        | 昭和30年3月31日 丸岡町       | 丸岡町                       | 丸岡町                      | 丸岡町                     | 平成18年3月20日 坂井市 | 坂井市 |
| 定重村         | 定重村         | 定重村                 | 定重村                           | 磯部村                     | 磯部村                     | 磯部村                        | 昭和30年3月31日 丸岡町        | 昭和30年3月31日 丸岡町       | 丸岡町                       | 丸岡町                      | 丸岡町                     | 平成18年3月20日 坂井市 | 坂井市 |
| 中筋村         | 中筋村         | 中筋村                 | 中筋村                           | 磯部村                     | 磯部村                     | 磯部村                        | 昭和30年3月31日 丸岡町        | 昭和30年3月31日 丸岡町       | 丸岡町                       | 丸岡町                      | 丸岡町                     | 平成18年3月20日 坂井市 | 坂井市 |
| 寄安村         | 一部           | 寄安村                 | 寄安村                           | 磯部村                     | 磯部村                     | 磯部村                        | 昭和30年3月31日 丸岡町        | 昭和30年3月31日 丸岡町       | 丸岡町                       | 丸岡町                      | 丸岡町                     | 平成18年3月20日 坂井市 | 坂井市 |
| 寄安村         | 一部を除く     | 寄安村                 | 寄安村                           | 磯部村                     | 磯部村                     | 昭和30年3月30日 春江町に編入  | 昭和30年3月31日 春江町        | 昭和30年3月31日 春江町       | 春江町                       | 春江町                      | 春江町                     | 平成18年3月20日 坂井市 | 坂井市 |
| 正蓮花村       | 一部を除く     | 正蓮花村               | 正蓮花村                         | 磯部村                     | 磯部村                     | 昭和30年3月30日 春江町に編入  | 昭和30年3月31日 春江町        | 昭和30年3月31日 春江町       | 春江町                       | 春江町                      | 春江町                     | 平成18年3月20日 坂井市 | 坂井市 |
| 正蓮花村       | 一部           | 正蓮花村               | 正蓮花村                         | 磯部村                     | 磯部村                     | 磯部村                        | 昭和30年3月31日 丸岡町        | 昭和30年3月31日 丸岡町       | 丸岡町                       | 丸岡町                      | 丸岡町                     | 平成18年3月20日 坂井市 | 坂井市 |
| 山竹田村       | 山竹田村       | 山竹田村               | 山竹田村                         | 竹田村                     | 竹田村                     | 竹田村                        | 昭和30年3月31日 丸岡町        | 昭和30年3月31日 丸岡町       | 丸岡町                       | 丸岡町                      | 丸岡町                     | 平成18年3月20日 坂井市 | 坂井市 |
| 吉谷村         | 吉谷村         | 吉谷村                 | 吉谷村                           | 竹田村                     | 竹田村                     | 竹田村                        | 昭和30年3月31日 丸岡町        | 昭和30年3月31日 丸岡町       | 丸岡町                       | 丸岡町                      | 丸岡町                     | 平成18年3月20日 坂井市 | 坂井市 |
| 山口村         | 山口村         | 山口村                 | 山口村                           | 竹田村                     | 竹田村                     | 竹田村                        | 昭和30年3月31日 丸岡町        | 昭和30年3月31日 丸岡町       | 丸岡町                       | 丸岡町                      | 丸岡町                     | 平成18年3月20日 坂井市 | 坂井市 |
| 上竹田村       | 上竹田村       | 上竹田村               | 上竹田村                         | 竹田村                     | 竹田村                     | 竹田村                        | 昭和30年3月31日 丸岡町        | 昭和30年3月31日 丸岡町       | 丸岡町                       | 丸岡町                      | 丸岡町                     | 平成18年3月20日 坂井市 | 坂井市 |
| 里竹田村       | 里竹田村       | 里竹田村               | 里竹田村                         | 坪江村 の一部              | 坪江村の一部               | 昭和29年10月15日 金津町の一部 | 昭和29年10月15日 金津町の一部 | 昭和30年8月31日 丸岡町に編入 | 丸岡町                       | 丸岡町                      | 丸岡町                     | 平成18年3月20日 坂井市 | 坂井市 |
| 堀水村         | 堀水村         | 堀水村                 | 堀水村                           | 坪江村 の一部              | 坪江村の一部               | 昭和29年10月15日 金津町の一部 | 昭和29年10月15日 金津町の一部 | 昭和30年8月31日 丸岡町に編入 | 丸岡町                       | 丸岡町                      | 丸岡町                     | 平成18年3月20日 坂井市 | 坂井市 |
| 乗兼村         | 乗兼村         | 乗兼村                 | 乗兼村                           | 坪江村 の一部              | 坪江村の一部               | 昭和29年10月15日 金津町の一部 | 昭和29年10月15日 金津町の一部 | 昭和30年8月31日 丸岡町に編入 | 丸岡町                       | 丸岡町                      | 丸岡町                     | 平成18年3月20日 坂井市 | 坂井市 |
| 坪江村         | 坪江村         | 坪江村                 | 坪江村                           | 坪江村 の一部              | 坪江村の一部               | 昭和29年10月15日 金津町の一部 | 昭和29年10月15日 金津町の一部 | 昭和30年8月31日 丸岡町に編入 | 丸岡町                       | 丸岡町                      | 丸岡町                     | 平成18年3月20日 坂井市 | 坂井市 |
| 川上村         | 川上村         | 川上村                 | 川上村                           | 坪江村 の一部              | 坪江村の一部               | 昭和29年10月15日 金津町の一部 | 昭和29年10月15日 金津町の一部 | 昭和30年8月31日 丸岡町に編入 | 丸岡町                       | 丸岡町                      | 丸岡町                     | 平成18年3月20日 坂井市 | 坂井市 |
| 境村           | 境村           | 境村                   | 境村                             | 春江村                     | 昭和17年4月3日 町制 春江町 | 春江町                        | 昭和30年3月31日 春江町        | 昭和30年3月31日 春江町       | 春江町                       | 春江町                      | 春江町                     | 平成18年3月20日 坂井市 | 坂井市 |
| 為国村         | 為国村         | 為国村                 | 為国村                           | 春江村                     | 昭和17年4月3日 町制 春江町 | 春江町                        | 昭和30年3月31日 春江町        | 昭和30年3月31日 春江町       | 春江町                       | 春江町                      | 春江町                     | 平成18年3月20日 坂井市 | 坂井市 |
| 沖布目村       | 沖布目村       | 沖布目村               | 沖布目村                         | 春江村                     | 昭和17年4月3日 町制 春江町 | 春江町                        | 昭和30年3月31日 春江町        | 昭和30年3月31日 春江町       | 春江町                       | 春江町                      | 春江町                     | 平成18年3月20日 坂井市 | 坂井市 |
| 大針村         | 大針村         | 大針村                 | 大針村                           | 春江村                     | 昭和17年4月3日 町制 春江町 | 春江町                        | 昭和30年3月31日 春江町        | 昭和30年3月31日 春江町       | 春江町                       | 春江町                      | 春江町                     | 平成18年3月20日 坂井市 | 坂井市 |
| 江留上村       | 江留上村       | 江留上村               | 江留上村                         | 春江村                     | 昭和17年4月3日 町制 春江町 | 春江町                        | 昭和30年3月31日 春江町        | 昭和30年3月31日 春江町       | 春江町                       | 春江町                      | 春江町                     | 平成18年3月20日 坂井市 | 坂井市 |
| 吉田郡江留下村 | 吉田郡江留下村 | 吉田郡江留下村         | 明治17年 所属変更 坂井郡江留下村 | 春江村                     | 昭和17年4月3日 町制 春江町 | 春江町                        | 昭和30年3月31日 春江町        | 昭和30年3月31日 春江町       | 春江町                       | 春江町                      | 春江町                     | 平成18年3月20日 坂井市 | 坂井市 |
| 随応寺村       | 随応寺村       | 随応寺村               | 随応寺村                         | 春江村                     | 昭和17年4月3日 町制 春江町 | 春江町                        | 昭和30年3月31日 春江町        | 昭和30年3月31日 春江町       | 春江町                       | 春江町                      | 春江町                     | 平成18年3月20日 坂井市 | 坂井市 |
| 江留中村       | 江留中村       | 江留中村               | 江留中村                         | 春江村                     | 昭和17年4月3日 町制 春江町 | 春江町                        | 昭和30年3月31日 春江町        | 昭和30年3月31日 春江町       | 春江町                       | 春江町                      | 春江町                     | 平成18年3月20日 坂井市 | 坂井市 |
| 藤鷲塚村       | 藤鷲塚村       | 藤鷲塚村               | 藤鷲塚村                         | 春江村                     | 昭和17年4月3日 町制 春江町 | 春江町                        | 昭和30年3月31日 春江町        | 昭和30年3月31日 春江町       | 春江町                       | 春江町                      | 春江町                     | 平成18年3月20日 坂井市 | 坂井市 |
| 千歩寺村       | 千歩寺村       | 千歩寺村               | 千歩寺村                         | 春江村                     | 昭和17年4月3日 町制 春江町 | 春江町                        | 昭和30年3月31日 春江町        | 昭和30年3月31日 春江町       | 春江町                       | 春江町                      | 春江町                     | 平成18年3月20日 坂井市 | 坂井市 |
| 中庄村         | 中庄村         | 中庄村                 | 中庄村                           | 春江村                     | 昭和17年4月3日 町制 春江町 | 春江町                        | 昭和30年3月31日 春江町        | 昭和30年3月31日 春江町       | 春江町                       | 春江町                      | 春江町                     | 平成18年3月20日 坂井市 | 坂井市 |
| 本堂村         | 本堂村         | 本堂村                 | 本堂村                           | 春江村                     | 昭和17年4月3日 町制 春江町 | 春江町                        | 昭和30年3月31日 春江町        | 昭和30年3月31日 春江町       | 春江町                       | 春江町                      | 春江町                     | 平成18年3月20日 坂井市 | 坂井市 |
| 西太郎丸村     | 西太郎丸村     | 西太郎丸村             | 西太郎丸村                       | 春江村                     | 昭和17年4月3日 町制 春江町 | 春江町                        | 昭和30年3月31日 春江町        | 昭和30年3月31日 春江町       | 春江町                       | 春江町                      | 春江町                     | 平成18年3月20日 坂井市 | 坂井市 |
| 東太郎丸村     | 東太郎丸村     | 東太郎丸村             | 東太郎丸村                       | 春江村                     | 昭和17年4月3日 町制 春江町 | 春江町                        | 昭和30年3月31日 春江町        | 昭和30年3月31日 春江町       | 春江町                       | 春江町                      | 春江町                     | 平成18年3月20日 坂井市 | 坂井市 |
| 針原村         | 針原村         | 針原村                 | 針原村                           | 春江村                     | 昭和17年4月3日 町制 春江町 | 春江町                        | 昭和30年3月31日 春江町        | 昭和30年3月31日 春江町       | 春江町                       | 春江町                      | 春江町                     | 平成18年3月20日 坂井市 | 坂井市 |
| 田端村         | 田端村         | 田端村                 | 田端村                           | 春江村                     | 昭和17年4月3日 町制 春江町 | 春江町                        | 昭和30年3月31日 春江町        | 昭和30年3月31日 春江町       | 春江町                       | 春江町                      | 春江町                     | 平成18年3月20日 坂井市 | 坂井市 |
| 高江村         | 高江村         | 高江村                 | 高江村                           | 春江村                     | 昭和17年4月3日 町制 春江町 | 春江町                        | 昭和30年3月31日 春江町        | 昭和30年3月31日 春江町       | 春江町                       | 春江町                      | 春江町                     | 平成18年3月20日 坂井市 | 坂井市 |
| 松木村         | 松木村         | 松木村                 | 松木村                           | 春江村                     | 昭和17年4月3日 町制 春江町 | 春江町                        | 昭和30年3月31日 春江町        | 昭和30年3月31日 春江町       | 春江町                       | 春江町                      | 春江町                     | 平成18年3月20日 坂井市 | 坂井市 |
| 金剛寺村       | 金剛寺村       | 金剛寺村               | 金剛寺村                         | 春江村                     | 昭和17年4月3日 町制 春江町 | 春江町                        | 昭和30年3月31日 春江町        | 昭和30年3月31日 春江町       | 春江町                       | 春江町                      | 春江町                     | 平成18年3月20日 坂井市 | 坂井市 |
| 安沢村         | 安沢村         | 安沢村                 | 安沢村                           | 春江村                     | 昭和17年4月3日 町制 春江町 | 春江町                        | 昭和30年3月31日 春江町        | 昭和30年3月31日 春江町       | 春江町                       | 春江町                      | 春江町                     | 平成18年3月20日 坂井市 | 坂井市 |
| 石塚村         | 石塚村         | 石塚村                 | 石塚村                           | 大石村                     | 大石村                     | 大石村                        | 昭和30年3月31日 春江町        | 昭和30年3月31日 春江町       | 春江町                       | 春江町                      | 春江町                     | 平成18年3月20日 坂井市 | 坂井市 |
| 取次村         | 取次村         | 取次村                 | 取次村                           | 大石村                     | 大石村                     | 大石村                        | 昭和30年3月31日 春江町        | 昭和30年3月31日 春江町       | 春江町                       | 春江町                      | 春江町                     | 平成18年3月20日 坂井市 | 坂井市 |
| 布施田新村     | 布施田新村     | 布施田新村             | 布施田新村                       | 大石村                     | 大石村                     | 大石村                        | 昭和30年3月31日 春江町        | 昭和30年3月31日 春江町       | 春江町                       | 春江町                      | 春江町                     | 平成18年3月20日 坂井市 | 坂井市 |
| 正善村         | 正善村         | 正善村                 | 正善村                           | 大石村                     | 大石村                     | 大石村                        | 昭和30年3月31日 春江町        | 昭和30年3月31日 春江町       | 春江町                       | 春江町                      | 春江町                     | 平成18年3月20日 坂井市 | 坂井市 |
| 姫王村         | 姫王村         | 姫王村                 | 姫王村                           | 大石村                     | 大石村                     | 大石村                        | 昭和30年3月31日 春江町        | 昭和30年3月31日 春江町       | 春江町                       | 春江町                      | 春江町                     | 平成18年3月20日 坂井市 | 坂井市 |
| 定広村         | 定広村         | 定広村                 | 定広村                           | 大石村                     | 大石村                     | 大石村                        | 昭和30年3月31日 春江町        | 昭和30年3月31日 春江町       | 春江町                       | 春江町                      | 春江町                     | 平成18年3月20日 坂井市 | 坂井市 |
| 西方寺村       | 西方寺村       | 西方寺村               | 明治17年 改称 木部西方寺村       | 大石村                     | 大石村                     | 大石村                        | 昭和30年3月31日 春江町        | 昭和30年3月31日 春江町       | 春江町                       | 春江町                      | 春江町                     | 平成18年3月20日 坂井市 | 坂井市 |
| 辻村           | 辻村           | 辻村                   | 辻村                             | 大石村                     | 大石村                     | 大石村                        | 昭和30年3月31日 春江町        | 昭和30年3月31日 春江町       | 春江町                       | 春江町                      | 春江町                     | 平成18年3月20日 坂井市 | 坂井市 |
| 堀越村         | 堀越村         | 堀越村                 | 堀越村                           | 大石村                     | 大石村                     | 大石村                        | 昭和30年3月31日 春江町        | 昭和30年3月31日 春江町       | 春江町                       | 春江町                      | 春江町                     | 平成18年3月20日 坂井市 | 坂井市 |
| 下小森村       | 下小森村       | 下小森村               | 下小森村                         | 大石村                     | 大石村                     | 大石村                        | 昭和30年3月31日 春江町        | 昭和30年3月31日 春江町       | 春江町                       | 春江町                      | 春江町                     | 平成18年3月20日 坂井市 | 坂井市 |
| 上小森村       | 上小森村       | 上小森村               | 上小森村                         | 大石村                     | 大石村                     | 大石村                        | 昭和30年3月31日 春江町        | 昭和30年3月31日 春江町       | 春江町                       | 春江町                      | 春江町                     | 平成18年3月20日 坂井市 | 坂井市 |
| 大牧村         | 大牧村         | 大牧村                 | 大牧村                           | 大石村                     | 大石村                     | 大石村                        | 昭和30年3月31日 春江町        | 昭和30年3月31日 春江町       | 春江町                       | 春江町                      | 春江町                     | 平成18年3月20日 坂井市 | 坂井市 |
| 井向村         | 井向村         | 井向村                 | 井向村                           | 大石村                     | 大石村                     | 大石村                        | 昭和30年3月31日 春江町        | 昭和30年3月31日 春江町       | 春江町                       | 春江町                      | 春江町                     | 平成18年3月20日 坂井市 | 坂井市 |
| 西長田村       | 西長田村       | 西長田村               | 西長田村                         | 大石村                     | 大石村                     | 大石村                        | 昭和30年3月31日 春江町        | 昭和30年3月31日 春江町       | 春江町                       | 春江町                      | 春江町                     | 平成18年3月20日 坂井市 | 坂井市 |
| 上兵庫村       | 上兵庫村       | 上兵庫村               | 上兵庫村                         | 兵庫村                     | 兵庫村                     | 兵庫村                        | 昭和30年3月31日 春江町        | 昭和30年3月31日 春江町       | 春江町                       | 春江町                      | 春江町                     | 平成18年3月20日 坂井市 | 坂井市 |
| 下兵庫村       | 下兵庫村       | 下兵庫村               | 下兵庫村                         | 兵庫村                     | 兵庫村                     | 兵庫村                        | 昭和30年3月31日 春江町        | 昭和30年3月31日 春江町       | 春江町                       | 春江町                      | 春江町                     | 平成18年3月20日 坂井市 | 坂井市 |
| 長屋村         | 長屋村         | 長屋村                 | 長屋村                           | 東十郷村                   | 東十郷村                   | 東十郷村                      | 昭和30年3月31日 坂井村        | 昭和30年3月31日 坂井村       | 坂井村                       | 坂井村                      | 昭和36年4月1日 町制 坂井町 | 平成18年3月20日 坂井市 | 坂井市 |
| 御油田村       | 御油田村       | 御油田村               | 御油田村                         | 東十郷村                   | 東十郷村                   | 東十郷村                      | 昭和30年3月31日 坂井村        | 昭和30年3月31日 坂井村       | 坂井村                       | 坂井村                      | 昭和36年4月1日 町制 坂井町 | 平成18年3月20日 坂井市 | 坂井市 |
| 河和田村       | 河和田村       | 河和田村               | 河和田村                         | 東十郷村                   | 東十郷村                   | 東十郷村                      | 昭和30年3月31日 坂井村        | 昭和30年3月31日 坂井村       | 坂井村                       | 坂井村                      | 昭和36年4月1日 町制 坂井町 | 平成18年3月20日 坂井市 | 坂井市 |
| 五本村         | 五本村         | 五本村                 | 五本村                           | 東十郷村                   | 東十郷村                   | 東十郷村                      | 昭和30年3月31日 坂井村        | 昭和30年3月31日 坂井村       | 坂井村                       | 坂井村                      | 昭和36年4月1日 町制 坂井町 | 平成18年3月20日 坂井市 | 坂井市 |
| 定旨村         | 定旨村         | 定旨村                 | 定旨村                           | 東十郷村                   | 東十郷村                   | 東十郷村                      | 昭和30年3月31日 坂井村        | 昭和30年3月31日 坂井村       | 坂井村                       | 坂井村                      | 昭和36年4月1日 町制 坂井町 | 平成18年3月20日 坂井市 | 坂井市 |
| 下新庄村       | 下新庄村       | 下新庄村               | 下新庄村                         | 東十郷村                   | 東十郷村                   | 東十郷村                      | 昭和30年3月31日 坂井村        | 昭和30年3月31日 坂井村       | 坂井村                       | 坂井村                      | 昭和36年4月1日 町制 坂井町 | 平成18年3月20日 坂井市 | 坂井市 |
| 長畑村         | 長畑村         | 長畑村                 | 長畑村                           | 東十郷村                   | 東十郷村                   | 東十郷村                      | 昭和30年3月31日 坂井村        | 昭和30年3月31日 坂井村       | 坂井村                       | 坂井村                      | 昭和36年4月1日 町制 坂井町 | 平成18年3月20日 坂井市 | 坂井市 |
| 上新庄村       | 上新庄村       | 上新庄村               | 上新庄村                         | 東十郷村                   | 東十郷村                   | 東十郷村                      | 昭和30年3月31日 坂井村        | 昭和30年3月31日 坂井村       | 坂井村                       | 坂井村                      | 昭和36年4月1日 町制 坂井町 | 平成18年3月20日 坂井市 | 坂井市 |
| 東長田村       | 東長田村       | 東長田村               | 東長田村                         | 東十郷村                   | 東十郷村                   | 東十郷村                      | 昭和30年3月31日 坂井村        | 昭和30年3月31日 坂井村       | 坂井村                       | 坂井村                      | 昭和36年4月1日 町制 坂井町 | 平成18年3月20日 坂井市 | 坂井市 |
| 徳分田村       | 徳分田村       | 徳分田村               | 徳分田村                         | 東十郷村                   | 東十郷村                   | 東十郷村                      | 昭和30年3月31日 坂井村        | 昭和30年3月31日 坂井村       | 坂井村                       | 坂井村                      | 昭和36年4月1日 町制 坂井町 | 平成18年3月20日 坂井市 | 坂井市 |
| 福島村         | 福島村         | 福島村                 | 福島村                           | 東十郷村                   | 東十郷村                   | 東十郷村                      | 昭和30年3月31日 坂井村        | 昭和30年3月31日 坂井村       | 坂井村                       | 坂井村                      | 昭和36年4月1日 町制 坂井町 | 平成18年3月20日 坂井市 | 坂井市 |
| 若宮村         | 若宮村         | 若宮村                 | 若宮村                           | 東十郷村                   | 東十郷村                   | 東十郷村                      | 昭和30年3月31日 坂井村        | 昭和30年3月31日 坂井村       | 坂井村                       | 坂井村                      | 昭和36年4月1日 町制 坂井町 | 平成18年3月20日 坂井市 | 坂井市 |
| 宮領村         | 宮領村         | 宮領村                 | 宮領村                           | 東十郷村                   | 東十郷村                   | 東十郷村                      | 昭和30年3月31日 坂井村        | 昭和30年3月31日 坂井村       | 坂井村                       | 坂井村                      | 昭和36年4月1日 町制 坂井町 | 平成18年3月20日 坂井市 | 坂井市 |
| 田島村         | 田島村         | 田島村                 | 田島村                           | 東十郷村                   | 東十郷村                   | 東十郷村                      | 昭和30年3月31日 坂井村        | 昭和30年3月31日 坂井村       | 坂井村                       | 坂井村                      | 昭和36年4月1日 町制 坂井町 | 平成18年3月20日 坂井市 | 坂井市 |
| 田島窪村       | 田島窪村       | 田島窪村               | 田島窪村                         | 東十郷村                   | 東十郷村                   | 東十郷村                      | 昭和30年3月31日 坂井村        | 昭和30年3月31日 坂井村       | 坂井村                       | 坂井村                      | 昭和36年4月1日 町制 坂井町 | 平成18年3月20日 坂井市 | 坂井市 |
| 蔵垣内村       | 蔵垣内村       | 蔵垣内村               | 蔵垣内村                         | 大関村                     | 大関村                     | 大関村                        | 昭和30年3月31日 坂井村        | 昭和30年3月31日 坂井村       | 坂井村                       | 坂井村                      | 昭和36年4月1日 町制 坂井町 | 平成18年3月20日 坂井市 | 坂井市 |
| 西村           | 西村           | 西村                   | 西村                             | 大関村                     | 大関村                     | 大関村                        | 昭和30年3月31日 坂井村        | 昭和30年3月31日 坂井村       | 坂井村                       | 坂井村                      | 昭和36年4月1日 町制 坂井町 | 平成18年3月20日 坂井市 | 坂井市 |
| 中野村         | 中野村         | 中野村                 | 明治17年 改称 東中野村           | 大関村                     | 大関村                     | 大関村                        | 昭和30年3月31日 坂井村        | 昭和30年3月31日 坂井村       | 坂井村                       | 坂井村                      | 昭和36年4月1日 町制 坂井町 | 平成18年3月20日 坂井市 | 坂井市 |
| 大味村         | 大味村         | 大味村                 | 大味村                           | 大関村                     | 大関村                     | 大関村                        | 昭和30年3月31日 坂井村        | 昭和30年3月31日 坂井村       | 坂井村                       | 坂井村                      | 昭和36年4月1日 町制 坂井町 | 平成18年3月20日 坂井市 | 坂井市 |
| 東村           | 東村           | 東村                   | 東村                             | 大関村                     | 大関村                     | 大関村                        | 昭和30年3月31日 坂井村        | 昭和30年3月31日 坂井村       | 坂井村                       | 坂井村                      | 昭和36年4月1日 町制 坂井町 | 平成18年3月20日 坂井市 | 坂井市 |
| 上関村         | 上関村         | 上関村                 | 上関村                           | 大関村                     | 大関村                     | 大関村                        | 昭和30年3月31日 坂井村        | 昭和30年3月31日 坂井村       | 坂井村                       | 坂井村                      | 昭和36年4月1日 町制 坂井町 | 平成18年3月20日 坂井市 | 坂井市 |
| 下関村         | 下関村         | 下関村                 | 下関村                           | 大関村                     | 大関村                     | 大関村                        | 昭和30年3月31日 坂井村        | 昭和30年3月31日 坂井村       | 坂井村                       | 坂井村                      | 昭和36年4月1日 町制 坂井町 | 平成18年3月20日 坂井市 | 坂井市 |
| 木部新保村     | 木部新保村     | 木部新保村             | 木部新保村                       | 木部村                     | 木部村                     | 木部村                        | 木部村                        | 木部村                       | 昭和31年9月30日 坂井村に編入 | 坂井村                      | 昭和36年4月1日 町制 坂井町 | 平成18年3月20日 坂井市 | 坂井市 |
| 島村           | 島村           | 島村                   | 島村                             | 木部村                     | 木部村                     | 木部村                        | 木部村                        | 木部村                       | 昭和31年9月30日 坂井村に編入 | 坂井村                      | 昭和36年4月1日 町制 坂井町 | 平成18年3月20日 坂井市 | 坂井市 |
| 清永村         | 清永村         | 清永村                 | 清永村                           | 木部村                     | 木部村                     | 木部村                        | 木部村                        | 木部村                       | 昭和31年9月30日 坂井村に編入 | 坂井村                      | 昭和36年4月1日 町制 坂井町 | 平成18年3月20日 坂井市 | 坂井市 |
| 折戸村         | 折戸村         | 折戸村                 | 折戸村                           | 木部村                     | 木部村                     | 木部村                        | 木部村                        | 木部村                       | 昭和31年9月30日 坂井村に編入 | 坂井村                      | 昭和36年4月1日 町制 坂井町 | 平成18年3月20日 坂井市 | 坂井市 |
| 池見村         | 池見村         | 池見村                 | 池見村                           | 木部村                     | 木部村                     | 木部村                        | 木部村                        | 木部村                       | 昭和31年9月30日 坂井村に編入 | 坂井村                      | 昭和36年4月1日 町制 坂井町 | 平成18年3月20日 坂井市 | 坂井市 |
| 東村           | 東村           | 明治初年 改称 木部東村 | 木部東村                         | 木部村                     | 木部村                     | 木部村                        | 木部村                        | 木部村                       | 昭和31年9月30日 坂井村に編入 | 坂井村                      | 昭和36年4月1日 町制 坂井町 | 平成18年3月20日 坂井市 | 坂井市 |
| 荒井村         | 荒井村         | 荒井村                 | 明治17年 改称 東荒井村           | 木部村                     | 木部村                     | 木部村                        | 木部村                        | 木部村                       | 昭和31年9月30日 坂井村に編入 | 坂井村                      | 昭和36年4月1日 町制 坂井町 | 平成18年3月20日 坂井市 | 坂井市 |
| 蛸村           | 蛸村           | 蛸村                   | 蛸村                             | 木部村                     | 木部村                     | 木部村                        | 木部村                        | 木部村                       | 昭和31年9月30日 坂井村に編入 | 坂井村                      | 昭和36年4月1日 町制 坂井町 | 平成18年3月20日 坂井市 | 坂井市 |
| 蛸渡村         | 蛸渡村         | 蛸渡村                 | 蛸渡村                           | 木部村                     | 木部村                     | 木部村                        | 木部村                        | 木部村                       | 昭和31年9月30日 坂井村に編入 | 坂井村                      | 昭和36年4月1日 町制 坂井町 | 平成18年3月20日 坂井市 | 坂井市 |
| 高柳村         | 高柳村         | 高柳村                 | 高柳村                           | 木部村                     | 木部村                     | 木部村                        | 木部村                        | 木部村                       | 昭和31年9月30日 坂井村に編入 | 坂井村                      | 昭和36年4月1日 町制 坂井町 | 平成18年3月20日 坂井市 | 坂井市 |
| 今井村         | 今井村         | 今井村                 | 今井村                           | 木部村                     | 木部村                     | 木部村                        | 木部村                        | 木部村                       | 昭和31年9月30日 坂井村に編入 | 坂井村                      | 昭和36年4月1日 町制 坂井町 | 平成18年3月20日 坂井市 | 坂井市 |
| 野中新村       | 野中新村       | 野中新村               | 野中新村                         | 木部村                     | 木部村                     | 木部村                        | 木部村                        | 木部村                       | 昭和31年9月30日 坂井村に編入 | 坂井村                      | 昭和36年4月1日 町制 坂井町 | 平成18年3月20日 坂井市 | 坂井市 |
| 野中村         | 野中村         | 野中村                 | 野中村                           | 木部村                     | 木部村                     | 木部村                        | 木部村                        | 木部村                       | 昭和31年9月30日 坂井村に編入 | 昭和32年1月1日 三国町に編入 | 三国町                     | 平成18年3月20日 坂井市 | 坂井市 |
| 石丸村         | 石丸村         | 石丸村                 | 石丸村                           | 木部村                     | 木部村                     | 木部村                        | 木部村                        | 木部村                       | 昭和31年9月30日 坂井村に編入 | 昭和32年1月1日 三国町に編入 | 三国町                     | 平成18年3月20日 坂井市 | 坂井市 |
| 川崎村         | 川崎村         | 川崎村                 | 川崎村                           | 木部村                     | 木部村                     | 木部村                        | 木部村                        | 木部村                       | 昭和31年9月30日 坂井村に編入 | 昭和32年1月1日 三国町に編入 | 三国町                     | 平成18年3月20日 坂井市 | 坂井市 |
| 楽円村         | 楽円村         | 楽円村                 | 楽円村                           | 木部村                     | 木部村                     | 木部村                        | 木部村                        | 木部村                       | 昭和31年9月30日 坂井村に編入 | 昭和32年1月1日 三国町に編入 | 三国町                     | 平成18年3月20日 坂井市 | 坂井市 |
| 油屋村         | 油屋村         | 油屋村                 | 油屋村                           | 木部村                     | 木部村                     | 木部村                        | 木部村                        | 木部村                       | 昭和31年9月30日 坂井村に編入 | 昭和32年1月1日 三国町に編入 | 三国町                     | 平成18年3月20日 坂井市 | 坂井市 |
| 西野中村       | 西野中村       | 西野中村               | 西野中村                         | 浜四郷村 の一部            | 浜四郷村の一部             | 浜四郷村の一部                | 浜四郷村の一部                | 浜四郷村の一部               | 浜四郷村の一部               | 昭和32年1月1日 三国町に編入 | 三国町                     | 平成18年3月20日 坂井市 | 坂井市 |
| 山岸村         | 山岸村         | 山岸村                 | 山岸村                           | 浜四郷村 の一部            | 浜四郷村の一部             | 浜四郷村の一部                | 浜四郷村の一部                | 浜四郷村の一部               | 浜四郷村の一部               | 昭和32年1月1日 三国町に編入 | 三国町                     | 平成18年3月20日 坂井市 | 坂井市 |
| 下野村         | 下野村         | 下野村                 | 下野村                           | 浜四郷村 の一部            | 浜四郷村の一部             | 浜四郷村の一部                | 浜四郷村の一部                | 浜四郷村の一部               | 浜四郷村の一部               | 昭和32年1月1日 三国町に編入 | 三国町                     | 平成18年3月20日 坂井市 | 坂井市 |
| 黒目村         | 黒目村         | 黒目村                 | 黒目村                           | 浜四郷村 の一部            | 浜四郷村の一部             | 浜四郷村の一部                | 浜四郷村の一部                | 浜四郷村の一部               | 浜四郷村の一部               | 昭和32年1月1日 三国町に編入 | 三国町                     | 平成18年3月20日 坂井市 | 坂井市 |
| 沖野々村       | 沖野々村       | 沖野々村               | 沖野々村                         | 浜四郷村 の一部            | 浜四郷村の一部             | 浜四郷村の一部                | 浜四郷村の一部                | 浜四郷村の一部               | 浜四郷村の一部               | 昭和32年1月1日 三国町に編入 | 三国町                     | 平成18年3月20日 坂井市 | 坂井市 |
| 米納津村       | 米納津村       | 米納津村               | 米納津村                         | 浜四郷村 の一部            | 浜四郷村の一部             | 浜四郷村の一部                | 浜四郷村の一部                | 浜四郷村の一部               | 浜四郷村の一部               | 昭和32年1月1日 三国町に編入 | 三国町                     | 平成18年3月20日 坂井市 | 坂井市 |
| 横越村         | 横越村         | 横越村                 | 横越村                           | 浜四郷村 の一部            | 浜四郷村の一部             | 浜四郷村の一部                | 浜四郷村の一部                | 浜四郷村の一部               | 浜四郷村の一部               | 昭和32年1月1日 三国町に編入 | 三国町                     | 平成18年3月20日 坂井市 | 坂井市 |
| 玉ノ江村       | 玉ノ江村       | 玉ノ江村               | 玉ノ江村                         | 本荘村 の一部              | 本荘村の一部               | 本荘村の一部                  | 昭和30年3月31日 芦原町の一部  | 昭和30年7月15日 三国町に編入 | 三国町                       | 三国町                      | 三国町                     | 平成18年3月20日 坂井市 | 坂井市 |
| 藤沢村         | 藤沢村         | 藤沢村                 | 藤沢村                           | 本荘村 の一部              | 本荘村の一部               | 本荘村の一部                  | 昭和30年3月31日 芦原町の一部  | 昭和30年7月15日 三国町に編入 | 三国町                       | 三国町                      | 三国町                     | 平成18年3月20日 坂井市 | 坂井市 |
| 西今市村       | 西今市村       | 西今市村               | 西今市村                         | 本荘村 の一部              | 本荘村の一部               | 本荘村の一部                  | 昭和30年3月31日 芦原町の一部  | 昭和30年7月15日 三国町に編入 | 三国町                       | 三国町                      | 三国町                     | 平成18年3月20日 坂井市 | 坂井市 |
| 竹松村         | 竹松村         | 竹松村                 | 竹松村                           | 本荘村 の一部              | 本荘村の一部               | 本荘村の一部                  | 昭和30年3月31日 芦原町の一部  | 昭和30年7月15日 三国町に編入 | 三国町                       | 三国町                      | 三国町                     | 平成18年3月20日 坂井市 | 坂井市 |
| 滝谷村         |                | 滝谷村                 | 明治7年 滝谷村                   | 三国町                     | 三国町                     | 昭和29年3月31日 三国町        | 昭和29年3月31日 三国町        | 昭和29年3月31日 三国町       | 三国町                       | 三国町                      | 三国町                     | 平成18年3月20日 坂井市 | 坂井市 |
| 滝谷村         | 一部           | 明治4年 坂井港         | 明治7年 滝谷村                   | 三国町                     | 三国町                     | 昭和29年3月31日 三国町        | 昭和29年3月31日 三国町        | 昭和29年3月31日 三国町       | 三国町                       | 三国町                      | 三国町                     | 平成18年3月20日 坂井市 | 坂井市 |
| 滝谷村         | 一部           | 明治4年 坂井港         | 坂井港                           | 三国町                     | 三国町                     | 昭和29年3月31日 三国町        | 昭和29年3月31日 三国町        | 昭和29年3月31日 三国町       | 三国町                       | 三国町                      | 三国町                     | 平成18年3月20日 坂井市 | 坂井市 |
| 三国浦         |                | 明治4年 坂井港         | 坂井港                           | 三国町                     | 三国町                     | 昭和29年3月31日 三国町        | 昭和29年3月31日 三国町        | 昭和29年3月31日 三国町       | 三国町                       | 三国町                      | 三国町                     | 平成18年3月20日 坂井市 | 坂井市 |
| 宿浦           | 宿浦           | 宿浦                   | 宿浦                             | 雄島村                     | 雄島村                     | 昭和29年3月31日 三国町        | 昭和29年3月31日 三国町        | 昭和29年3月31日 三国町       | 三国町                       | 三国町                      | 三国町                     | 平成18年3月20日 坂井市 | 坂井市 |
| 米ヶ脇浦       | 米ヶ脇浦       | 米ヶ脇浦               | 米ヶ脇浦                         | 雄島村                     | 雄島村                     | 昭和29年3月31日 三国町        | 昭和29年3月31日 三国町        | 昭和29年3月31日 三国町       | 三国町                       | 三国町                      | 三国町                     | 平成18年3月20日 坂井市 | 坂井市 |
|                |                |                        | 明治17年 起立 陣ヶ岡村           | 雄島村                     | 雄島村                     | 昭和29年3月31日 三国町        | 昭和29年3月31日 三国町        | 昭和29年3月31日 三国町       | 三国町                       | 三国町                      | 三国町                     | 平成18年3月20日 坂井市 | 坂井市 |
| 安島浦         | 安島浦         | 安島浦                 | 安島浦                           | 雄島村                     | 雄島村                     | 昭和29年3月31日 三国町        | 昭和29年3月31日 三国町        | 昭和29年3月31日 三国町       | 三国町                       | 三国町                      | 三国町                     | 平成18年3月20日 坂井市 | 坂井市 |
| 崎浦           | 崎浦           | 崎浦                   | 崎浦                             | 雄島村                     | 雄島村                     | 昭和29年3月31日 三国町        | 昭和29年3月31日 三国町        | 昭和29年3月31日 三国町       | 三国町                       | 三国町                      | 三国町                     | 平成18年3月20日 坂井市 | 坂井市 |
| 梶浦           | 梶浦           | 梶浦                   | 梶浦                             | 雄島村                     | 雄島村                     | 昭和29年3月31日 三国町        | 昭和29年3月31日 三国町        | 昭和29年3月31日 三国町       | 三国町                       | 三国町                      | 三国町                     | 平成18年3月20日 坂井市 | 坂井市 |
| 浜地浦         | 浜地浦         | 浜地浦                 | 浜地浦                           | 雄島村                     | 雄島村                     | 昭和29年3月31日 三国町        | 昭和29年3月31日 三国町        | 昭和29年3月31日 三国町       | 三国町                       | 三国町                      | 三国町                     | 平成18年3月20日 坂井市 | 坂井市 |
| 嵩村           | 嵩村           | 嵩村                   | 嵩村                             | 加戸村                     | 加戸村                     | 昭和29年3月31日 三国町        | 昭和29年3月31日 三国町        | 昭和29年3月31日 三国町       | 三国町                       | 三国町                      | 三国町                     | 平成18年3月20日 坂井市 | 坂井市 |
| 平山村         | 平山村         | 平山村                 | 平山村                           | 加戸村                     | 加戸村                     | 昭和29年3月31日 三国町        | 昭和29年3月31日 三国町        | 昭和29年3月31日 三国町       | 三国町                       | 三国町                      | 三国町                     | 平成18年3月20日 坂井市 | 坂井市 |
| 西谷村         | 西谷村         | 西谷村                 | 西谷村                           | 加戸村                     | 加戸村                     | 昭和29年3月31日 三国町        | 昭和29年3月31日 三国町        | 昭和29年3月31日 三国町       | 三国町                       | 三国町                      | 三国町                     | 平成18年3月20日 坂井市 | 坂井市 |
| 覚前村         | 覚前村         | 覚前村                 | 覚前村                           | 加戸村                     | 加戸村                     | 昭和29年3月31日 三国町        | 昭和29年3月31日 三国町        | 昭和29年3月31日 三国町       | 三国町                       | 三国町                      | 三国町                     | 平成18年3月20日 坂井市 | 坂井市 |
| 水居村         | 水居村         | 水居村                 | 水居村                           | 加戸村                     | 加戸村                     | 昭和29年3月31日 三国町        | 昭和29年3月31日 三国町        | 昭和29年3月31日 三国町       | 三国町                       | 三国町                      | 三国町                     | 平成18年3月20日 坂井市 | 坂井市 |
| 加戸村         | 加戸村         | 加戸村                 | 加戸村                           | 加戸村                     | 加戸村                     | 昭和29年3月31日 三国町        | 昭和29年3月31日 三国町        | 昭和29年3月31日 三国町       | 三国町                       | 三国町                      | 三国町                     | 平成18年3月20日 坂井市 | 坂井市 |
| 池上村         | 池上村         | 池上村                 | 池上村                           | 加戸村                     | 加戸村                     | 昭和29年3月31日 三国町        | 昭和29年3月31日 三国町        | 昭和29年3月31日 三国町       | 三国町                       | 三国町                      | 三国町                     | 平成18年3月20日 坂井市 | 坂井市 |
| 泥原新保浦     | 泥原新保浦     | 泥原新保浦             | 泥原新保浦                       | 新保村                     | 新保村                     | 昭和29年3月31日 三国町        | 昭和29年3月31日 三国町        | 昭和29年3月31日 三国町       | 三国町                       | 三国町                      | 三国町                     | 平成18年3月20日 坂井市 | 坂井市 |

## 政治

### 行政

#### 市長
- 市長：池田禎孝（前福井県農林水産部長） - 1期目、任期満了2026年4月22日[4]

歴代市長
- 市長職務執行者 伊藤平一郎（旧坂井町長） - 2006年3月20日 - 2006年4月22日
- 初代 坂本憲男（旧三国町長） - 2006年4月23日 - 2022年4月22日 4期（任期満了）

#### 役所
市役所
現在の市役所は旧坂井町役場を使用しているが、本庁舎周辺の施設が分散されていることと市役所の老朽化に伴い、各施設を統合して本庁舎南側に増築棟を建設するものである。2019年（平成31年）4月19日に事業着手し、増築棟完成後に現在の本庁舎の改修も行われる。全体の整備は2021年（令和3年）3月末で完了。
合併前の各町域を管轄する地域自治区ごとに区長（市長が任命する特別職）が総合支所（いずれも旧町役場）に配置され、区長はその長とされた。2008年6月区長制度を廃止、2016年（平成28年）4月には地域自治区及び総合支所を廃止し、坂井町以外の3町に支所を設置した。
支所
- 三国支所：三国町中央一丁目5番1号 坂井市みくに市民センター内（2017年10月、旧町役場庁舎より敷地内新築移転）
- 丸岡支所：丸岡町西里丸岡第12号21番地1
- 春江支所：春江町随応寺第17号10番地

坂井町に限り、他町では各総合支所にて行っていた事務の一部（税務、農林水産商工業）を、坂井総合支所に隣接する市役所本庁舎の課で取り扱っていた。

#### 広域行政
- 坂井地区広域連合 - 坂井市とあわら市で構成。介護保険行政のほか、し尿汚泥処理施設や斎苑・墓地の管理などを広域で実施[8]。

### 議会

#### 市議会
- 坂井市議会：定数26

#### 県議会
坂井市から選出される福井県議会議員の定数は4議席である。現任期の満了日は、2027年（令和9年）春である。
- 2023年福井県議会議員選挙

#### 国会
衆議院
坂井市は、福井市、大野市、勝山市、あわら市、吉田郡・永平寺町と構成される福井県第1区が選挙区となる。
なお、当選挙区の衆議院選挙比例代表区選出議員については、比例北陸信越ブロックを参照のこと。
参議院
坂井市は、参議院・北陸信越ブロックに属する。福井県選挙区は参議院一人区の1つ。

### 市町村合併

#### 坂井郡一市構想
2002年（平成14年）1月23日、坂井郡6町の総務課長で構成する「坂井郡合併検討委員会」を設置し、同時に南部3町（丸岡町・春江町・坂井町）と北部3町（三国町・芦原町・金津町）による部会を併せて、それぞれ設置した。その後、坂井郡6町による任意の合併協議会の設立が提案されるも、同年7月10日に協議会の設立を断念した。しかし南部と北部の3町ずつを基本とした合併の枠組みは維持し、引き続き検討を行った。
北部3町では2002年（平成14年）7月31日に三国町、芦原町、金津町の3町長が3町合併について意見交換し、前向きに考えるとしながらも時間的制約から現時点での3町合併は困難であるとした。三国町が離脱した形で同年8月21日には「芦原町・金津町合併準備会」、10月1日には法定の「芦原町・金津町合併協議会」を設置し、北部2町で2004年（平成16年）3月1日に「あわら市」が発足した。
一方、南部3町では2002年（平成14年）8月21日に丸岡町、春江町、坂井町の3町長による合併問題三者会議を開催し、3町合併の枠組みを残しながらも春江町と坂井町の2町で先行合併を推進することに合意した。
春坂市構想
2002年（平成14年）12月2日、「春江町・坂井町合併協議会」を設置した。春江町は2004年（平成16年）3月15日に、隣の坂井町と合併して「春坂市」になる予定だったが、2003年（平成15年）8月13日に坂井町長からの「合併一年延期」の申し入れによって、8月20日に予定されていた合併調印式を延期した（元をたどれば、県内の町では一番人口が多い丸岡町と、競艇場のある三国町が合併に積極的ではなかった）。
しかし、春江町は「2004年3月合併」の期限を堅持することを確認。8月27日の区長会で、当時の春江町長が坂井町長の態度を理由に「合併白紙」を宣言し、9月3日には記者会見で合併白紙を正式に発表した。
これにより、あわら市に次ぐ県内二番目の新市誕生は幻になった。
4町合併による坂井市の発足
2004年（平成16年）4月27日、三国町長が坂井郡4町での合併を模索する意向を示した。2003年末には坂井町長が丸岡町と三国町に合併の打診をし、春江町長も福井市への編入を示唆していたのだが、春坂市のしこりが残る坂井郡を一つにまとめようと、あわら市との将来的な合併も視野に入れての提案だった。6月15日に「坂井郡四町合併準備会」、8月20日に法定の「坂井郡四町合併協議会」を設置し、協議も順調に進んで、11月16日には新市名を「坂井市」とすることまで決まった。
しかし、12月21日には春江町長が「町の主張が通らない」として一方的な合併離脱を表明するなか、同年末に福井市長と合併に関する事項を話した（福井市長の記者会見回答による）とされる面談を行うなど、町長の突飛な行動に町議会からの反発も起きた。2005年（平成17年）2月には春江町長が協議への復帰を表明。3月3日には、最後まで決まらなかった「庁舎を坂井町に置く」という項目も受け入れて、3月17日に合併調印式を行った。その後、各町議会の可決、7月5日に福井県議会での可決を経て、8月29日に告示された。
この間、春江町では町政に混乱を来した、として住民が町長のリコールを町選挙管理委員会に請求。合併調印後の2005年（平成17年）4月にその選挙告示を控えた町長が自らその職を辞する結末を迎えたが、その直前に助役、収入役も辞職していた。5月に新人候補2名の町長選挙を経て当選者が就任するまでの間、一般職の総務課長が町長職務代理者を務める異常事態となった。

#### 坂井市の誕生
2006年（平成18年）3月20日、県内では敦賀市や越前市を抜いて2番目の規模となる、人口約9万2000人の「坂井市」が誕生した。
福井県の自治体では初めて地域自治区制度を採用、旧4町と同区域・同名の地域自治区である三国町、丸岡町、春江町、坂井町を設置している。同県における「平成の大合併」では最後の合併で、坂井市の誕生によって坂井郡は消滅した。
市の誕生時点で人口約9万2000人、県内での人口規模では南に隣接する県庁所在地の福井市に次いで2番目となった。

## 国家機関等
財務省
- 三国税務署（国税庁金沢国税局）

厚生労働省
- 三国公共職業安定所「ハローワーク三国」（福井労働局）

国土交通省
- 三国検潮場（国土地理院）
- 東尋坊気象レーダー観測所（気象庁東京管区福井地方気象台）
- 福井海上保安署（海上保安庁第八管区敦賀海上保安部）

### 独立行政法人
- 勤労者退職金共済機構 清酒製造業退職金共済事業本部（清退共）福井支部
- 産業技術総合研究所 北陸デジタルものづくりセンター

## 施設

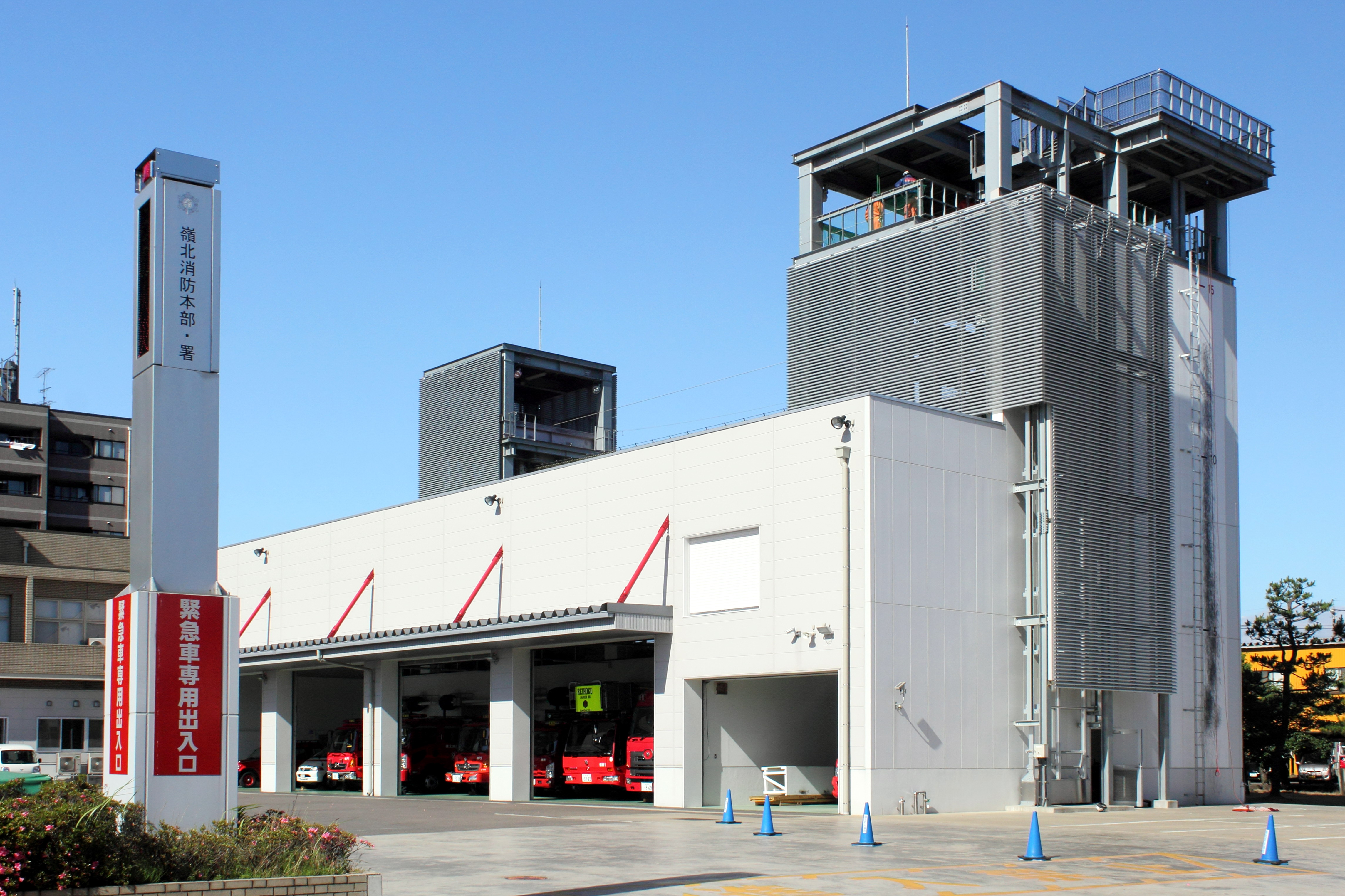
嶺北消防組合

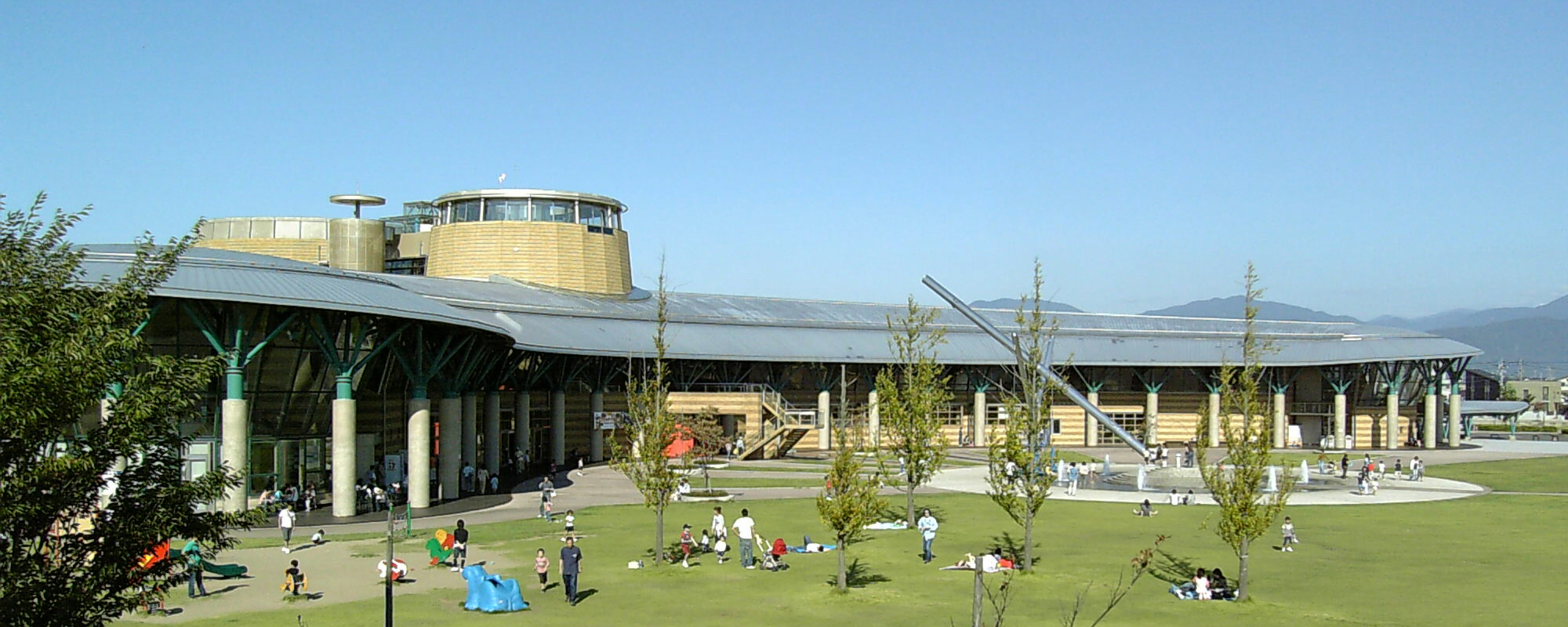
エンゼルランドふくい

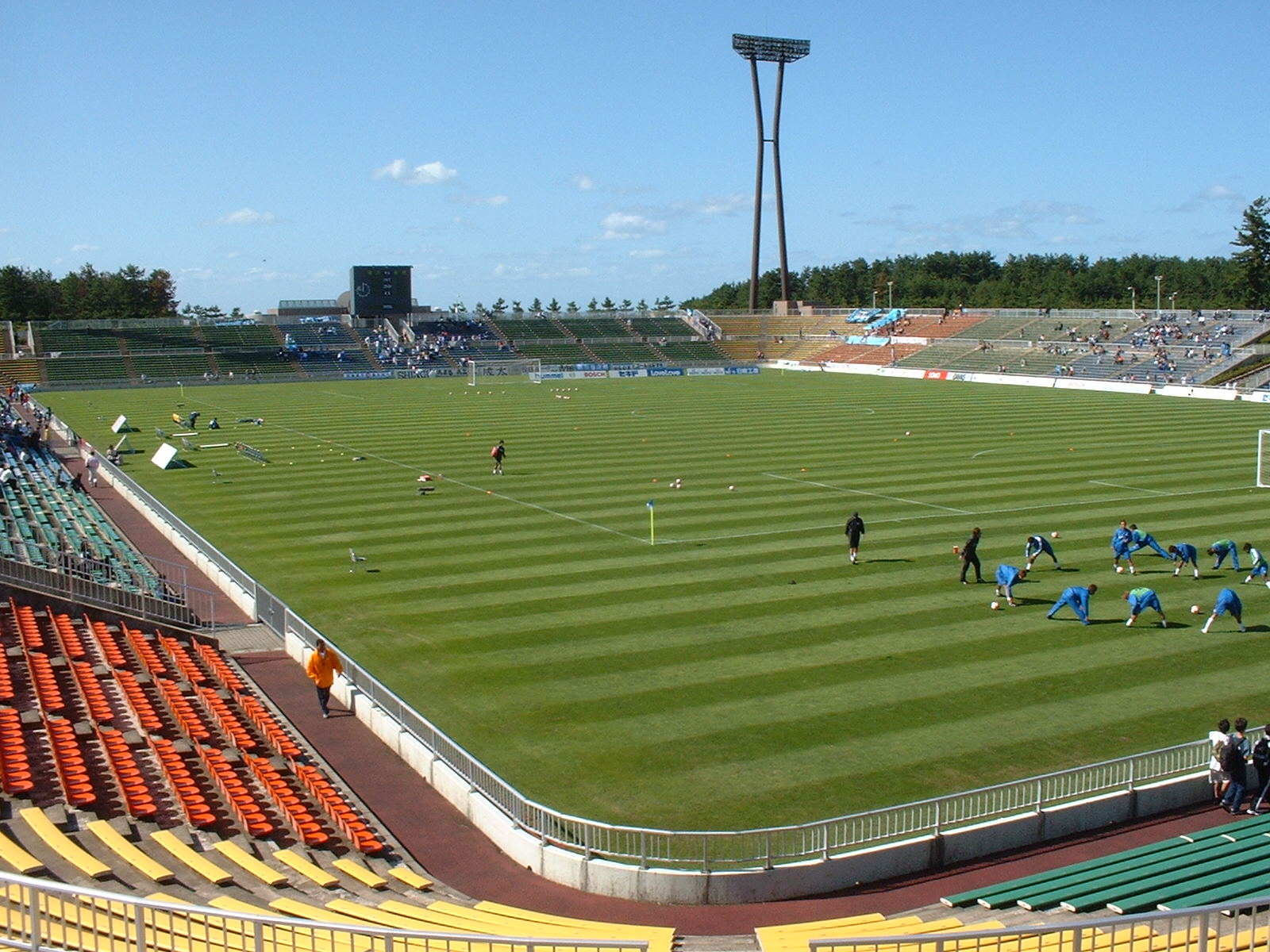
テクノポート福井スタジアム

### 警察
- 坂井警察署（旧・丸岡警察署、丸岡町笹和田） - 丸岡町・春江町・坂井町を管轄
- 坂井西警察署（旧・三国警察署、三国町緑ケ丘4丁目） - 三国町と福井市の一部を管轄
- 福井県運転者教育センター

### 消防
本部
- 嶺北消防組合

消防署
- 嶺北消防署（春江町随応寺）
- 嶺北丸岡消防署（丸岡町愛宕）[9]
- 嶺北三国消防署（三国町中央1丁目）

### 医療
市内に病床数200以上の医療機関は存在しない。100以上200未満は以下の2機関。
- 坂井市立三国病院
- 春江病院

### 郵便局
主な郵便局
- 三国郵便局 - 〒913-xxxx（三国町）
- 丸岡郵便局 - 〒910-02xx, 〒910-03xx（丸岡町）
- 春江郵便局 - 〒919-04xx（春江町）
- 坂井郵便局 - 〒919-05xx（坂井町）

これ以外に18の郵便局・簡易郵便局がある。

### 図書館
- 坂井市立図書館
  - 三国図書館
  - 丸岡図書館
    - 中野重治記念文庫
    - 小葉田淳記念文庫

  - 春江図書館
    - 古谷綱武・吉沢久子文庫

  - 坂井図書館

### 文化施設
- 坂井市文化の森
  - 福井県児童科学館（エンゼルランドふくい）
  - ハートピア春江
- 福井県教育総合研究所 教育博物館[10]
- みくに文化未来館
- 坂井市龍翔博物館
- 歴史民俗資料館[11]
- 越前松島水族館
- 内田惣右衛門記念館
- ONO MEMORIAL - 2005年に開館した美術館。愛称は「ブルーケーキ」。画家である小野忠弘の記念館。
- 一筆啓上 日本一短い手紙の館
- 豊原三千坊史料館[12]

### 運動施設
- テクノポート福井総合公園 ・テクノポート福井スタジアム
- 坂井屋内スポーツセンター
- 三国運動公園
- 丸岡運動公園
- 丸岡スポーツランド
- 丸岡B&G海洋センター
- 春江B&G海洋センター

## 対外関係

### 姉妹都市・提携都市

#### 国内
姉妹都市
- 延岡市（九州地方 宮崎県）
  - 2006年（平成18年）11月22日 - 姉妹都市提携 - 1979年に旧丸岡町が延岡市と姉妹都市となった。今回は延岡市の編入合併と坂井市の誕生を機に改めて調印したもの。

提携都市
- 常滑市（中部地方 愛知県）
  - 1997年（平成9年）3月27日 - 災害時相互応援協定締結
- 品川区（関東地方 東京都）
  - 2015年（平成27年）- 特別区全国連携プロジェクトとして相互交流を実施

## 経済
- 産業人口（2005年国勢調査、旧町分の合計）
  - 第一次産業：02,901人
  - 第二次産業：17,810人
  - 第三次産業：28,891人

### 第一次産業

#### 農業
- コシヒカリ - 福井県内最大の生産高
- 花らっきょ - 全国一の生産量
- 越のルビー - ミディトマトの一種

#### 畜産業
- 若狭牛 - 福井県内最大の育成地

### 第二次産業

#### 工業
主な事業所
福井臨海工業地帯（テクノポート福井）内に所在
- セーレン TPF事業所
- 淀川製鋼所 福井工場
- 小野薬品工業 福井研究所
- UACJ 福井製造所

その他
- クラレファスニング 丸岡工場（「マジックテープ」の製造拠点）
- フクビ化学工業 坂井工場
- パナソニックライティングシステムズ 福井工場

### 拠点を置く企業
株式上場企業
- Genky DrugStores（東P・9267）
- PLANT（東S・7646）
- 前田工繊（東P・7821）

#### その他
- 日東シンコー  本社・丸岡事業所

## 情報・通信

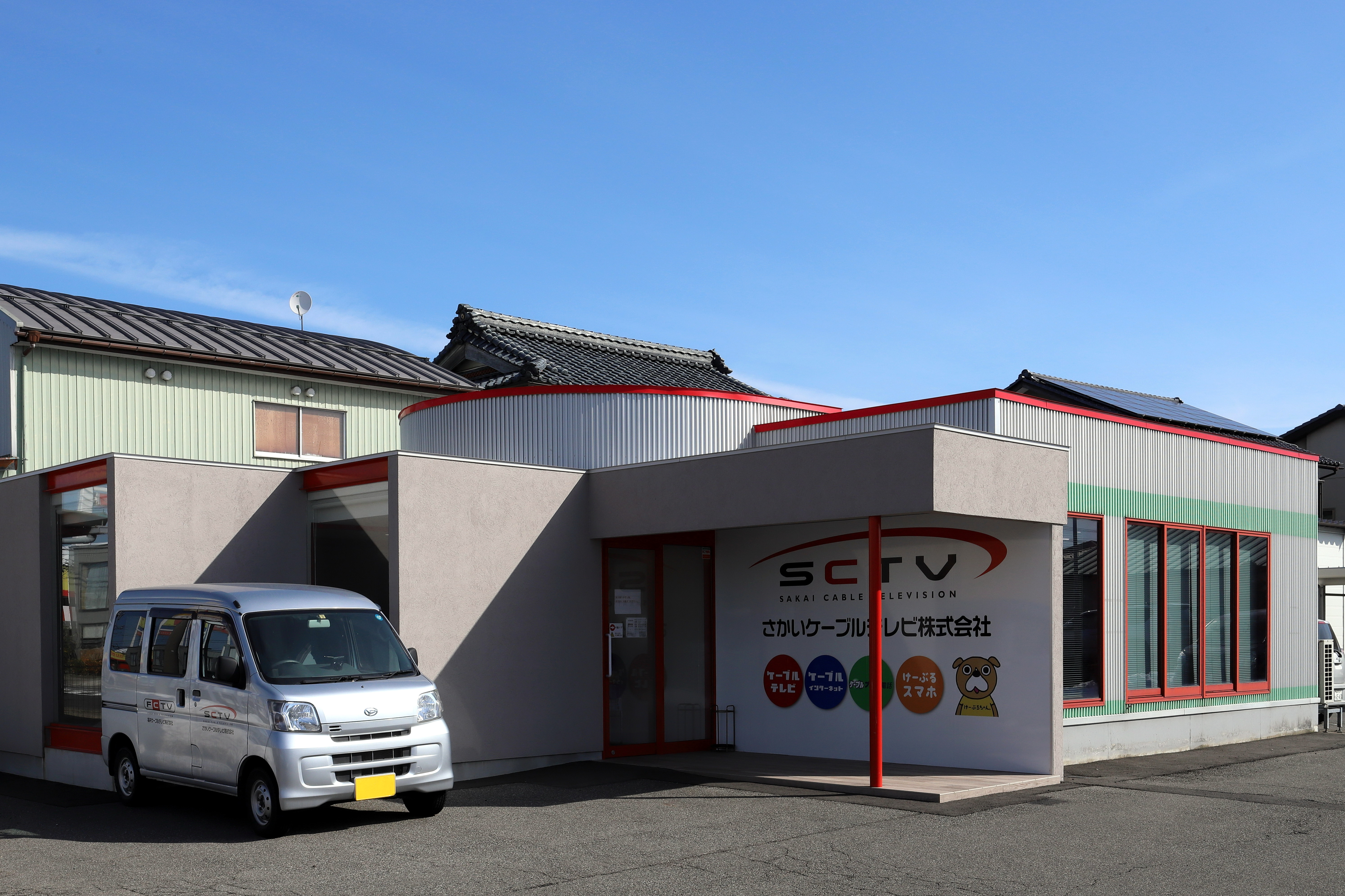
さかいケーブルテレビ

### 放送局
テレビ放送
- さかいケーブルテレビ - 市出資の第三セクターケーブルテレビ局、市全域がサービスエリアに含まれる。

#### 送信所
ラジオ放送
- 福井放送ラジオ送信所

## 生活基盤

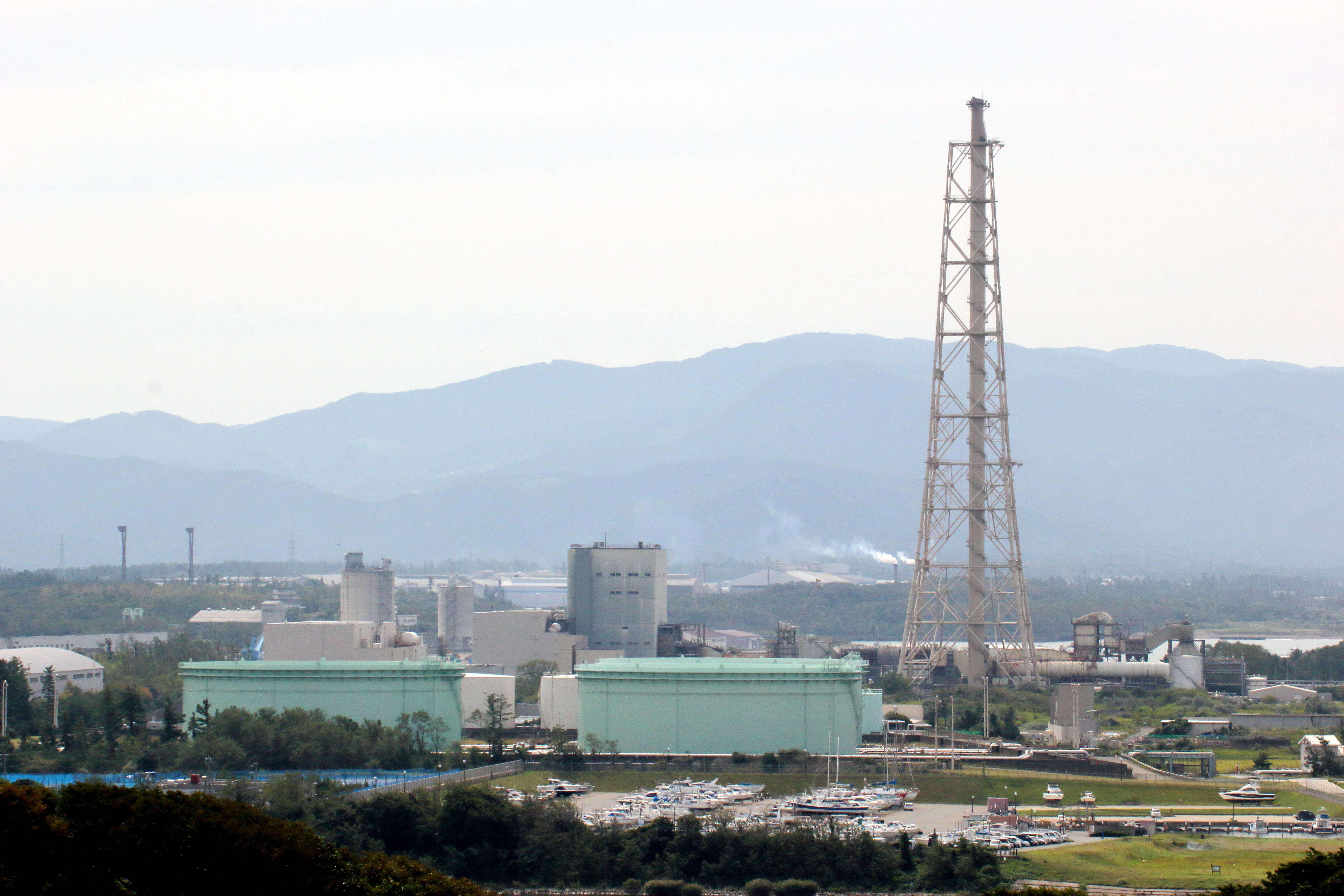
北陸電力
福井火力発電所

### ライフライン

#### 電力
- 北陸電力送配電（60 Hz）

#### 電信
福井市の西日本電信電話（NTT西日本）福井支店が管轄。
市外局番
- 市外局番は市全域で0776。市域内のほか、同じ単位料金区域の「福井MA」に属する福井市、あわら市、吉田郡永平寺町との相互間の架電には市外局番不要となっている。

#### ガス
市域内で一般ガス事業者は営業しておらず、家庭向けへは液化石油ガス（LPG）のみとなっている。

## 教育

### 高等学校
県立
- 福井県立丸岡高等学校
- 福井県立三国高等学校
- 福井県立坂井高等学校

### 中学校
市立
- 市立丸岡中学校
- 市立丸岡南中学校
- 市立坂井中学校
- 市立春江中学校
- 市立三国中学校

### 小学校
市立
| - 市立磯部小学校 - 市立高椋小学校 - 市立鳴鹿小学校 - 市立長畝小学校 - 市立平章小学校 - 市立明章小学校 - 市立春江小学校 - 市立春江東小学校 - 市立春江西小学校 - 市立大石小学校 | - 市立兵庫小学校 - 市立大関小学校 - 市立木部小学校 - 市立東十郷小学校 - 市立三国北小学校 - 市立三国南小学校 - 市立三国西小学校 - 市立雄島小学校 - 市立加戸小学校 |  |

### 特別支援学校
県立
- 福井県立嶺北特別支援学校

## 交通

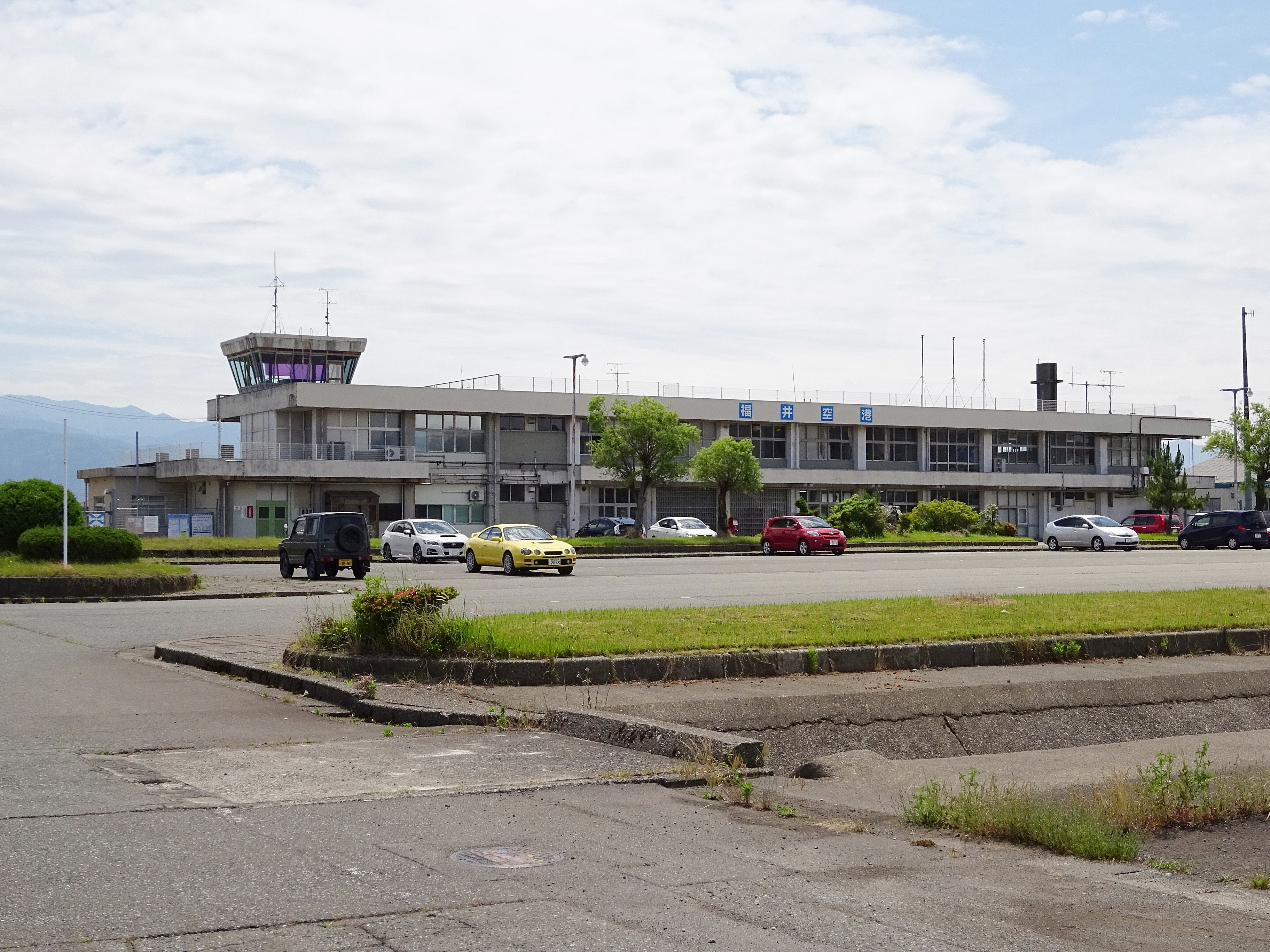
福井空港

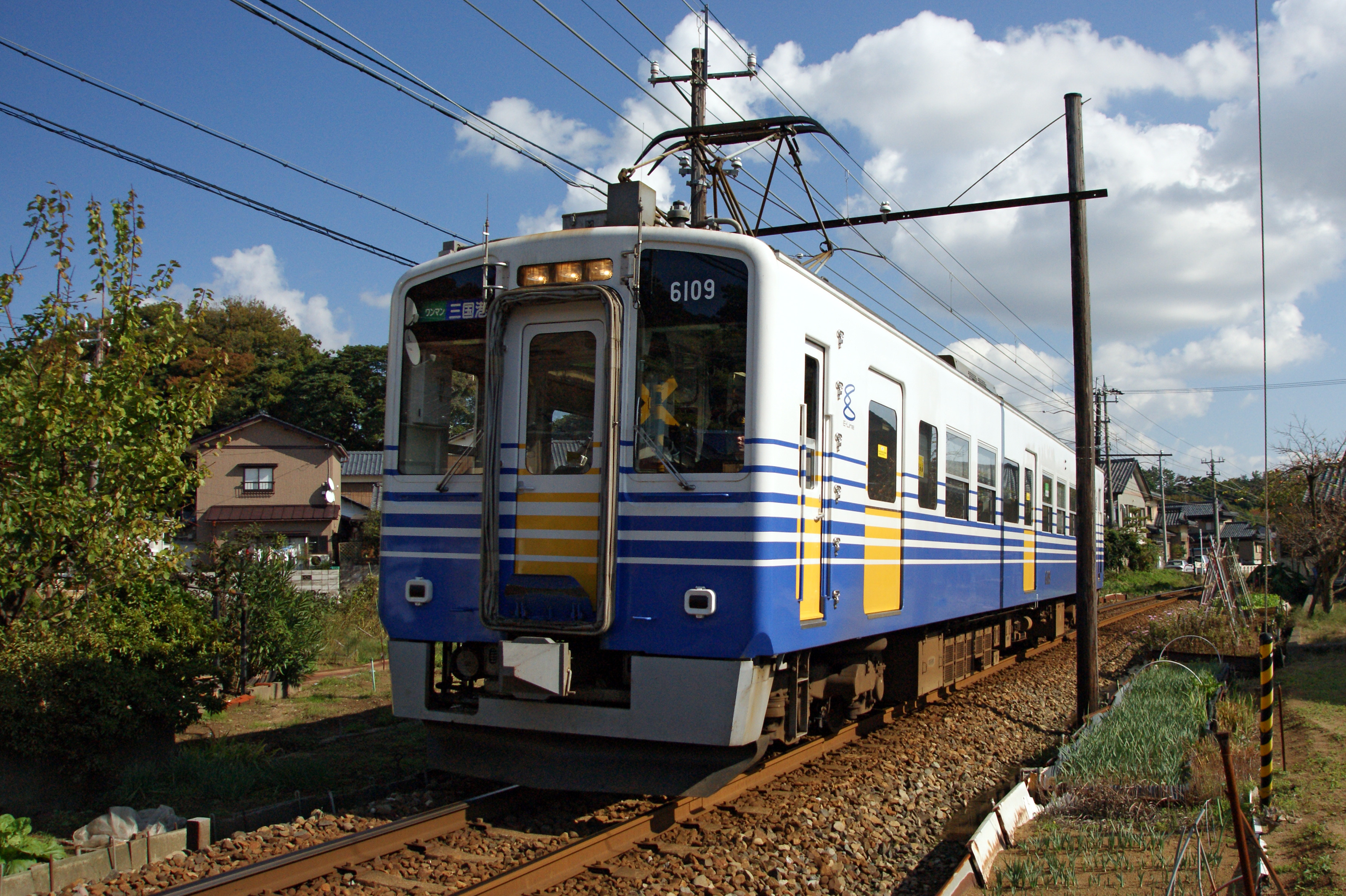
えちぜん鉄道

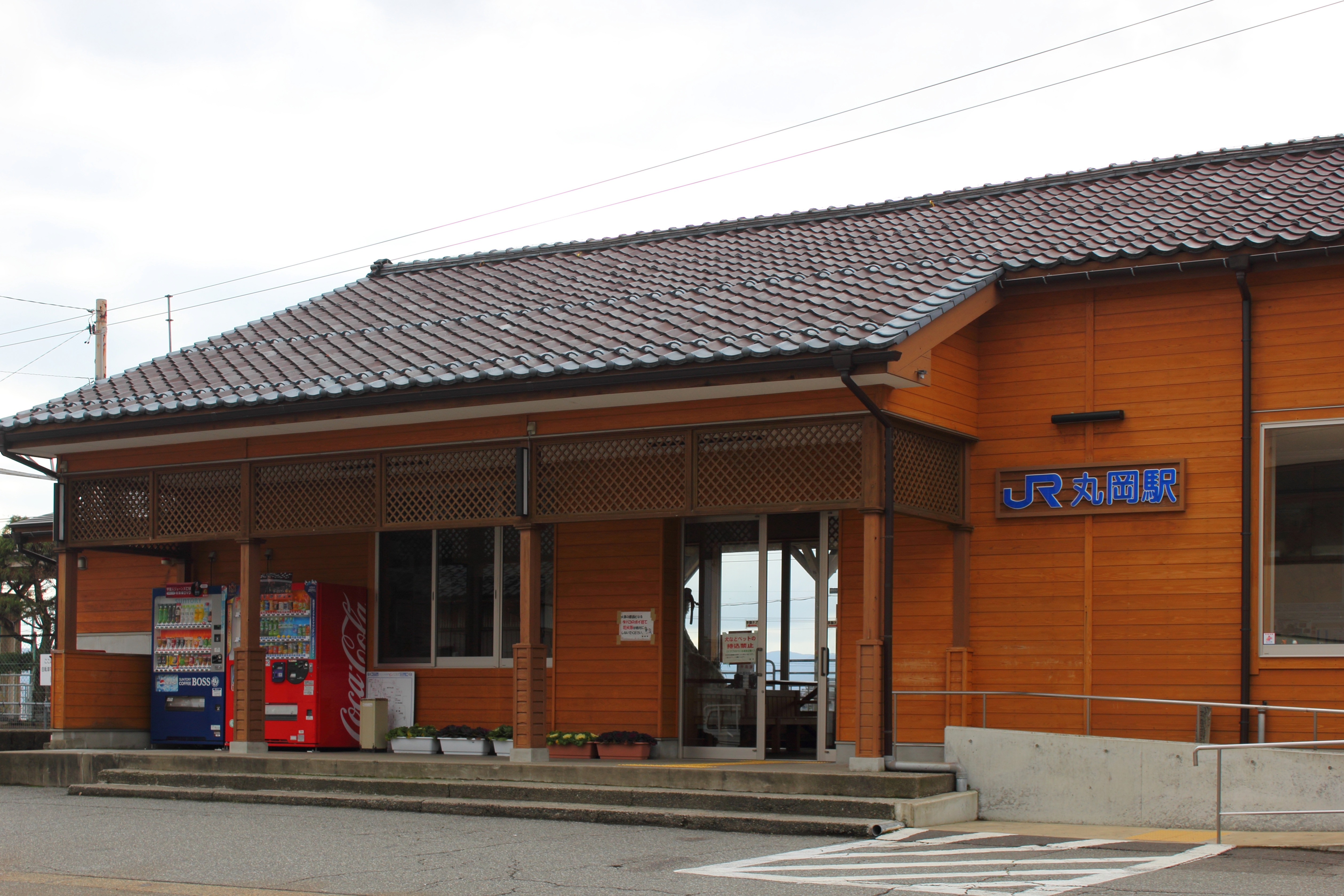
丸岡駅

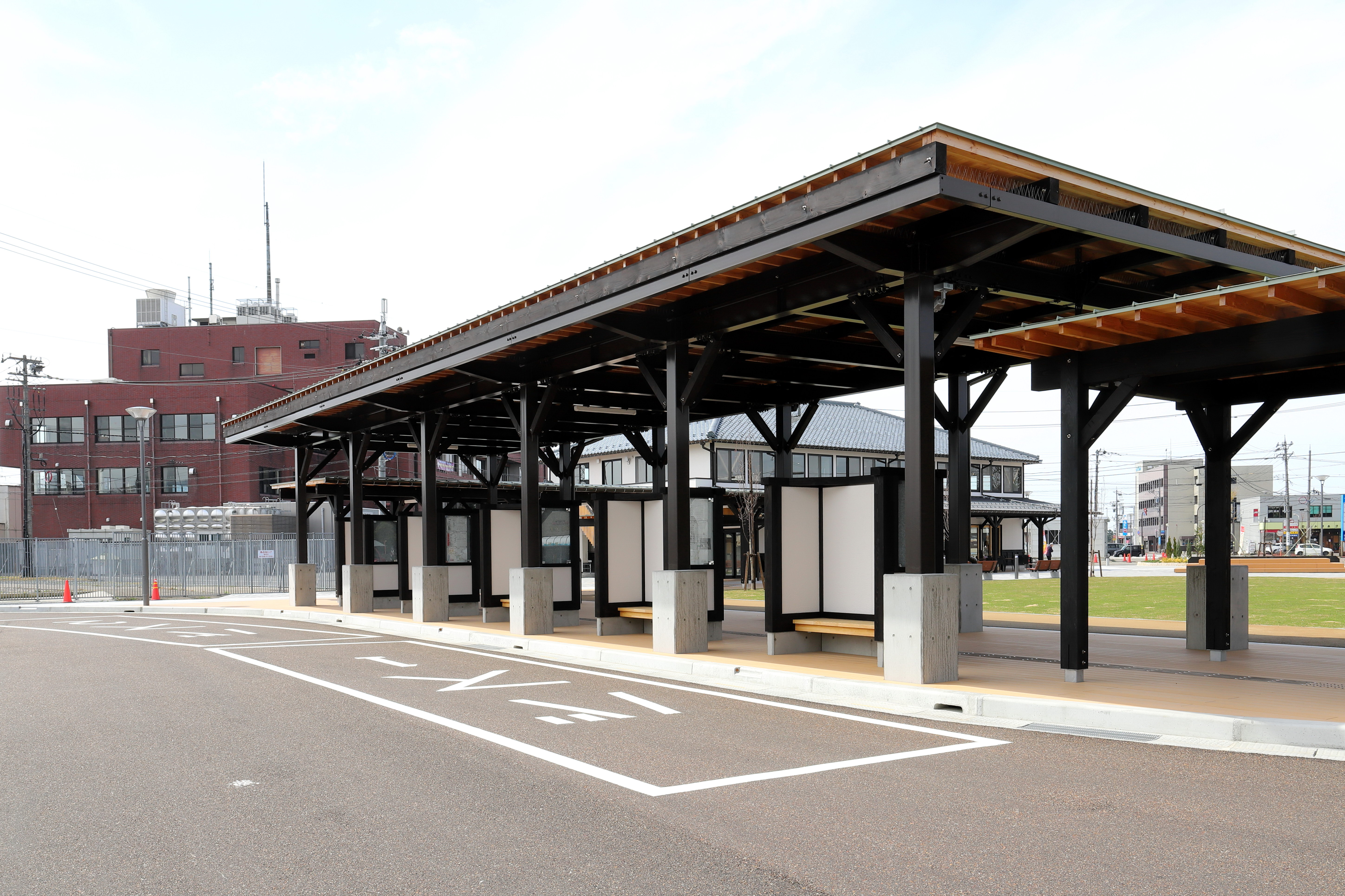
丸岡バスターミナル

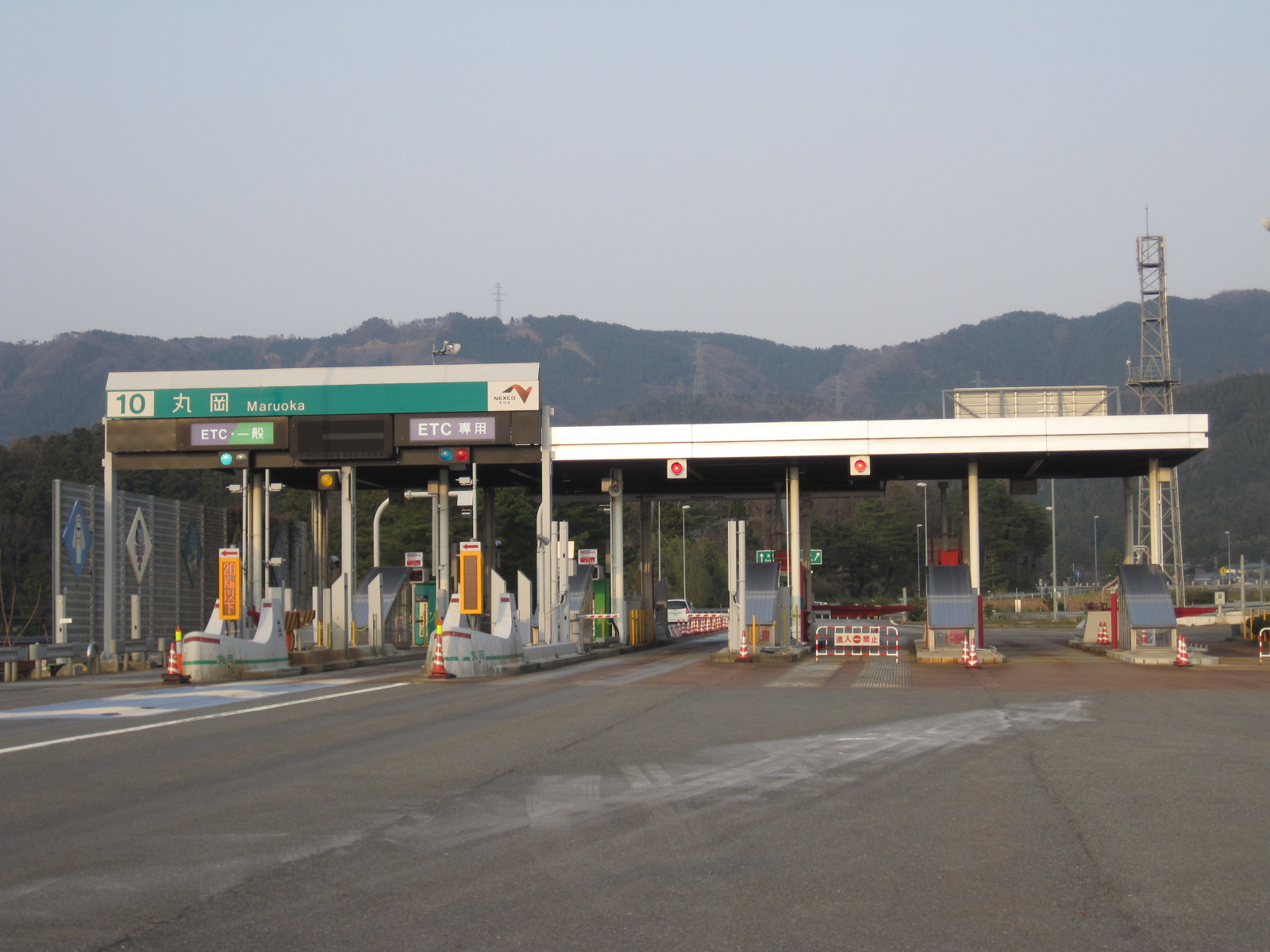
丸岡IC

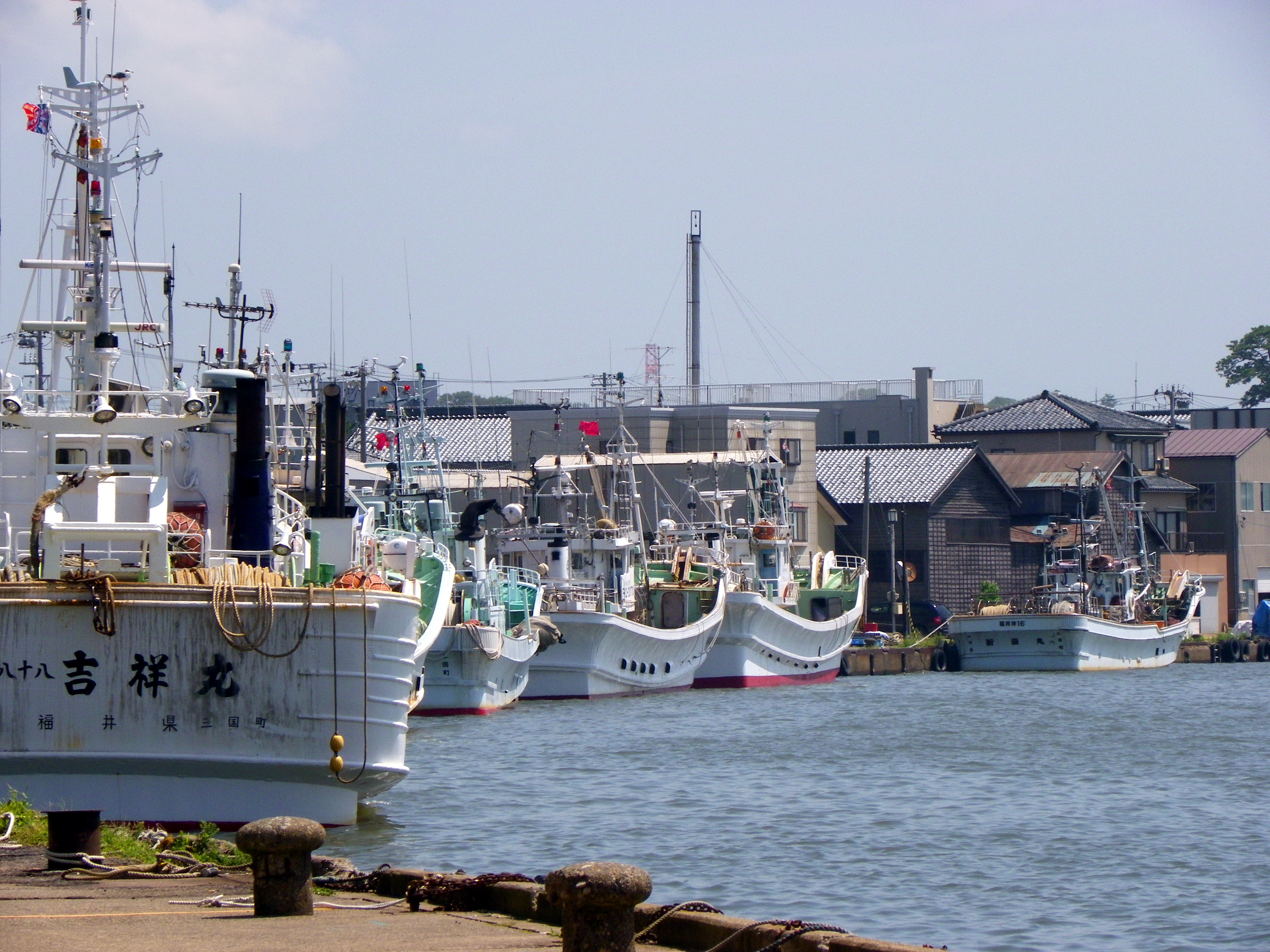
福井港

### 空路
- 福井空港（定期便の発着なし）

定期便のある最寄りの空港は小松空港（石川県）となる。後述するように、連絡バスが運行されている。

### 鉄道
ハピラインふくい
- ハピラインふくい線 春江駅 - 丸岡駅

えちぜん鉄道
- 三国芦原線 太郎丸エンゼルランド駅 - 西春江ハートピア駅 - 西長田ゆりの里駅 - 下兵庫こうふく駅 - 大関駅 - （あわら市） - 水居駅 - 三国神社駅 - 三国駅 - 三国港駅

うち有人駅は西長田ゆりの里駅（平日早朝・深夜、土曜・休日除く）と三国駅（早朝・深夜除く）のみ。市役所の最寄り駅である丸岡駅を含め、他の全駅が無人駅である。
2023年10月より市役所最寄りの丸岡駅と三国駅および丸岡バスターミナルを結ぶ路線バスの運行体制が行われている（日曜・年末年始は運休）が、それらよりも三国駅・丸岡バスターミナルともに県代表駅の福井駅（福井市）とを直接結ぶ鉄道または路線バスの本数のほうが多い。
この他、西日本旅客鉄道（JR西日本）の北陸新幹線が市内を通過するが駅はない。

### バス

#### 路線バス・乗合タクシー
- 京福グループ - 三国駅・丸岡バスターミナル・丸岡駅を拠点とし、福井市・あわら市・永平寺町とを結ぶ路線もある。
  - 京福バス
  - ケイカン交通 - 京福バスの廃止代替乗合タクシー（三国運動公園線、竹田線、旧川東三国線の一部→春江新田塚線）を運行、京福バス金津本荘線の一部便のタクシー受託運行も行っている。
- 坂井市乗り合いタクシー「イータク」（事前登録制、要予約） - 市コミュニティバス「ぐるっと坂井」から転換。
- えちぜん鉄道「テクノポート号」・「ベンリくん」
  - デマンド交通型の乗合タクシー（ケイカン交通が運行受託）

#### 高速バス
- 名古屋 - 福井線（JR東海バス）
  - 名鉄バスセンター・名古屋駅新幹線口と福井駅東口を結ぶ4社毎日10往復のうち土曜・休日等の1往復のみあわら湯のまち駅（あわら市）へ延長運転。市内においては三国駅に停車。

空港連絡バス
- 京福バス「小松空港連絡バス」
  - 福井駅東口 - 小松空港間のバスが丸岡インター停留所に停車する[注釈 8]。丸岡インターから小松空港まで所要約32分。

### 道路
- 高速道路
  - 中日本高速道路（NEXCO中日本）
    - 北陸自動車道：- 丸岡IC -

- 国道
  - 国道8号
  - 国道305号
  - 国道364号
  - 国道365号 - 市内全区間で上記国道に重複する一般国道

- 県道
  - 福井県道・石川県道5号福井加賀線
  - 福井県道7号三国東尋坊芦原線
  - 福井県道9号芦原丸岡線
  - 福井県道10号丸岡川西線
  - 福井県道17号勝山丸岡線
  - 福井県道20号三国春江線
  - 福井県道29号福井金津線
  - 福井県道30号福井丸岡線
  - 福井県道38号丸岡インター線
  - 福井県道101号三国金津線
  - 福井県道102号春江川西線
  - 福井県道103号福井三国線
  - 福井県道106号三国丸岡停車場線
  - 福井県道108号春江丸岡線
  - 福井県道109号南横地芦原線
  - 福井県道110号北野松岡線
  - 福井県道112号栃神谷鳴鹿森田線
  - 福井県道119号三国停車場線
  - 福井県道151号加戸三国線
  - 福井県道154号高柳矢地線
  - 福井県道155号八幡横越線
  - 福井県道156号佐野山岸線
  - 福井県道159号長畑金津線
  - 福井県道160号板倉高江線
  - 福井県道163号高江針原線
  - 福井県道166号北潟平山線
  - 福井県道226号三国停車場桜谷線
  - 福井県道234号福井空港線
  - 福井県道256号福井港線
  - 福井県道257号坂井金津線
  - 福井県道259号龍ヶ鼻ダム公園線
  - 福井県道272号金津丸岡線

### 道の駅
- 道の駅さかい
  - 地域交流センターいねす
- 道の駅みくに
  - ふれあいパーク三里浜

### 航路
- 福井港
  - 三国港

## 観光

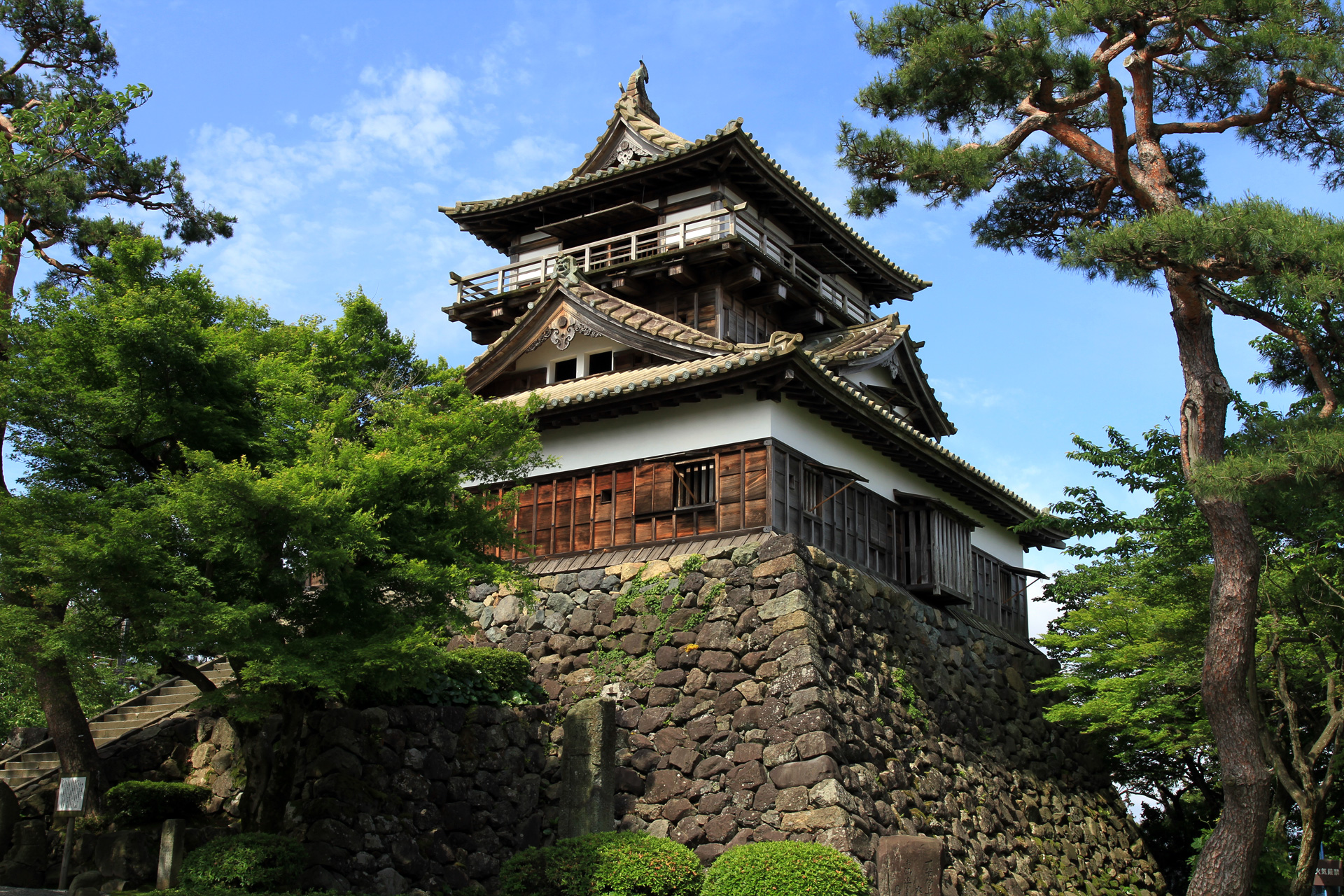
丸岡城

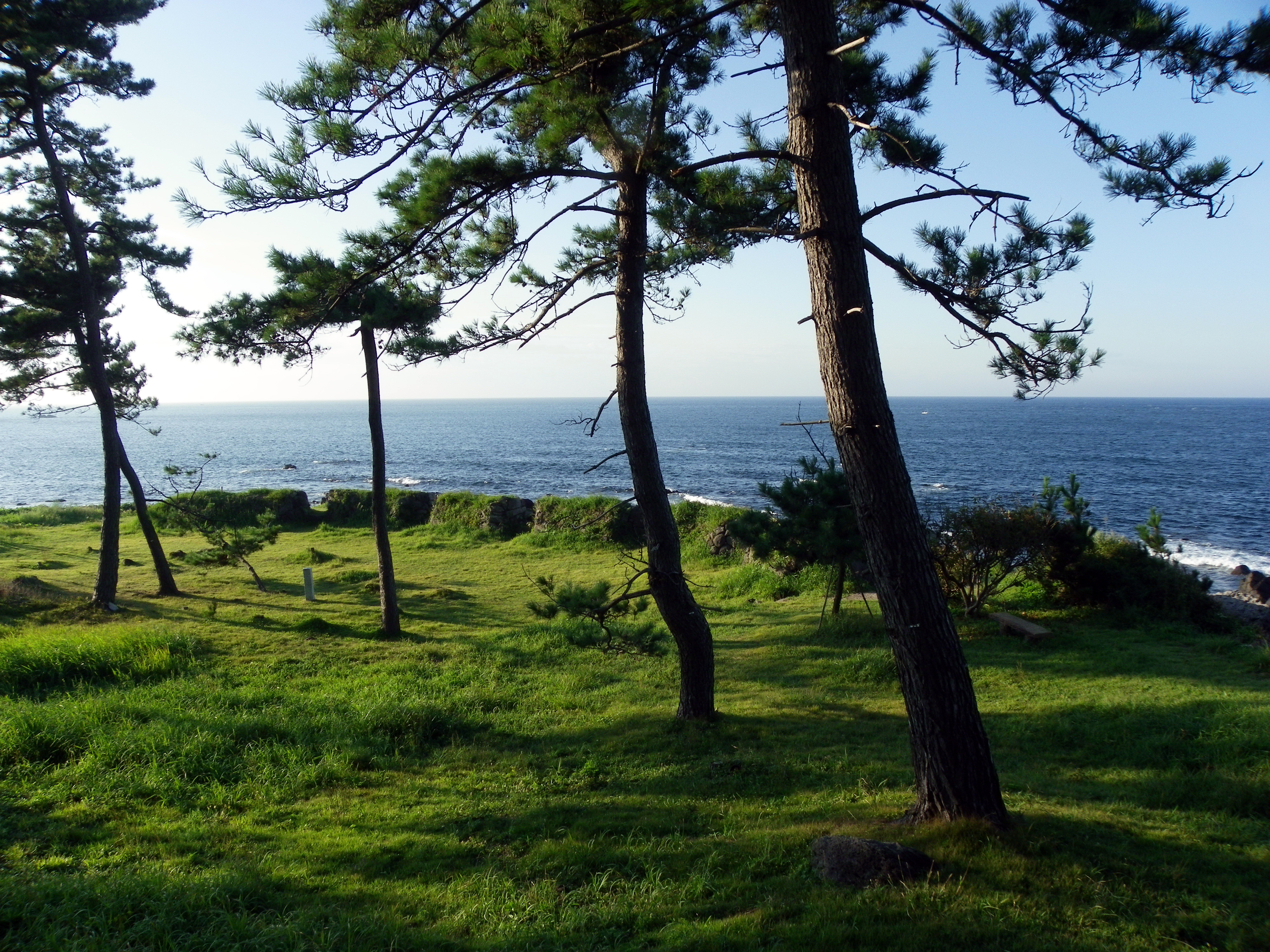
丸岡藩 砲台跡

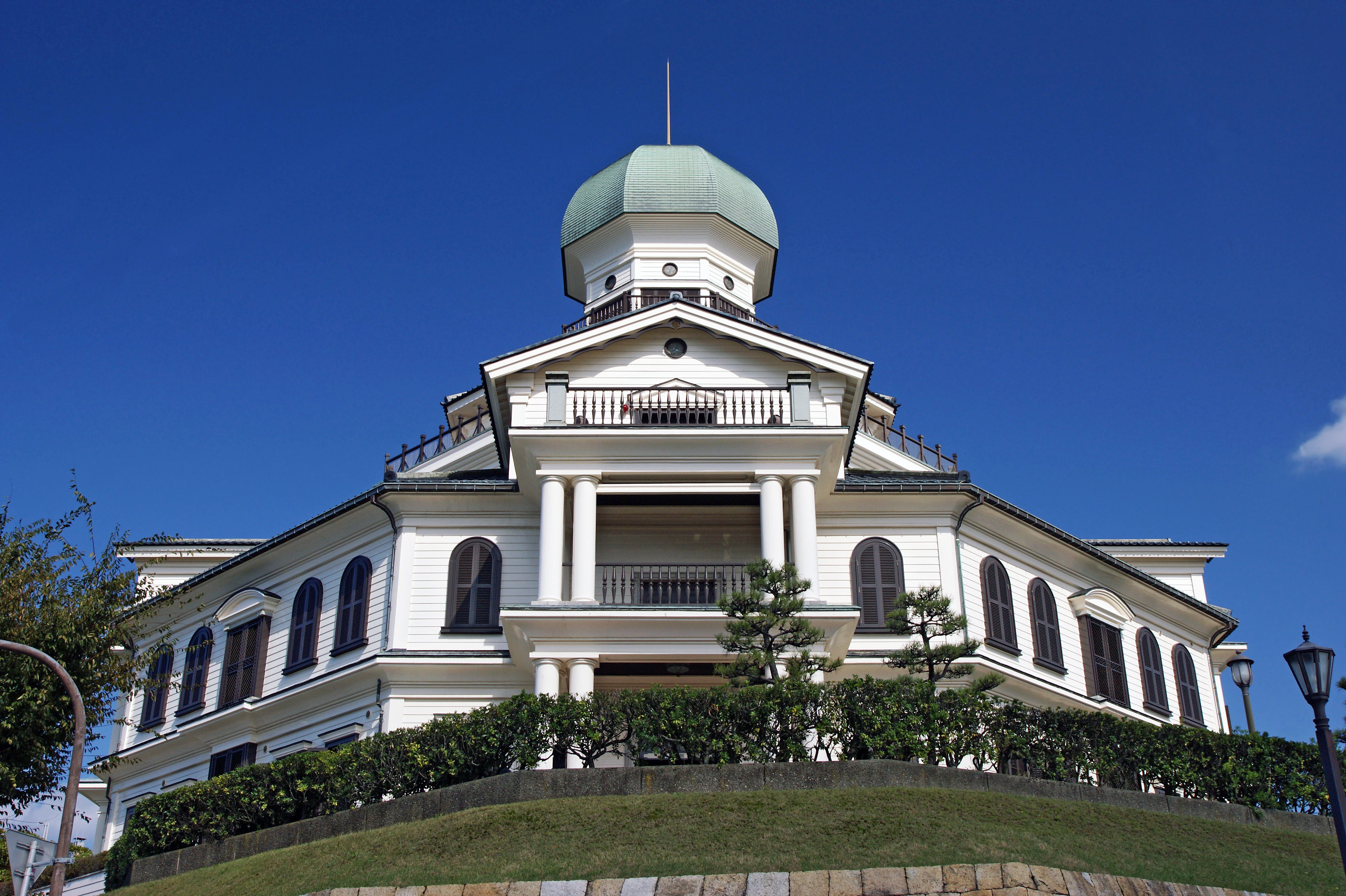
坂井市龍翔博物館

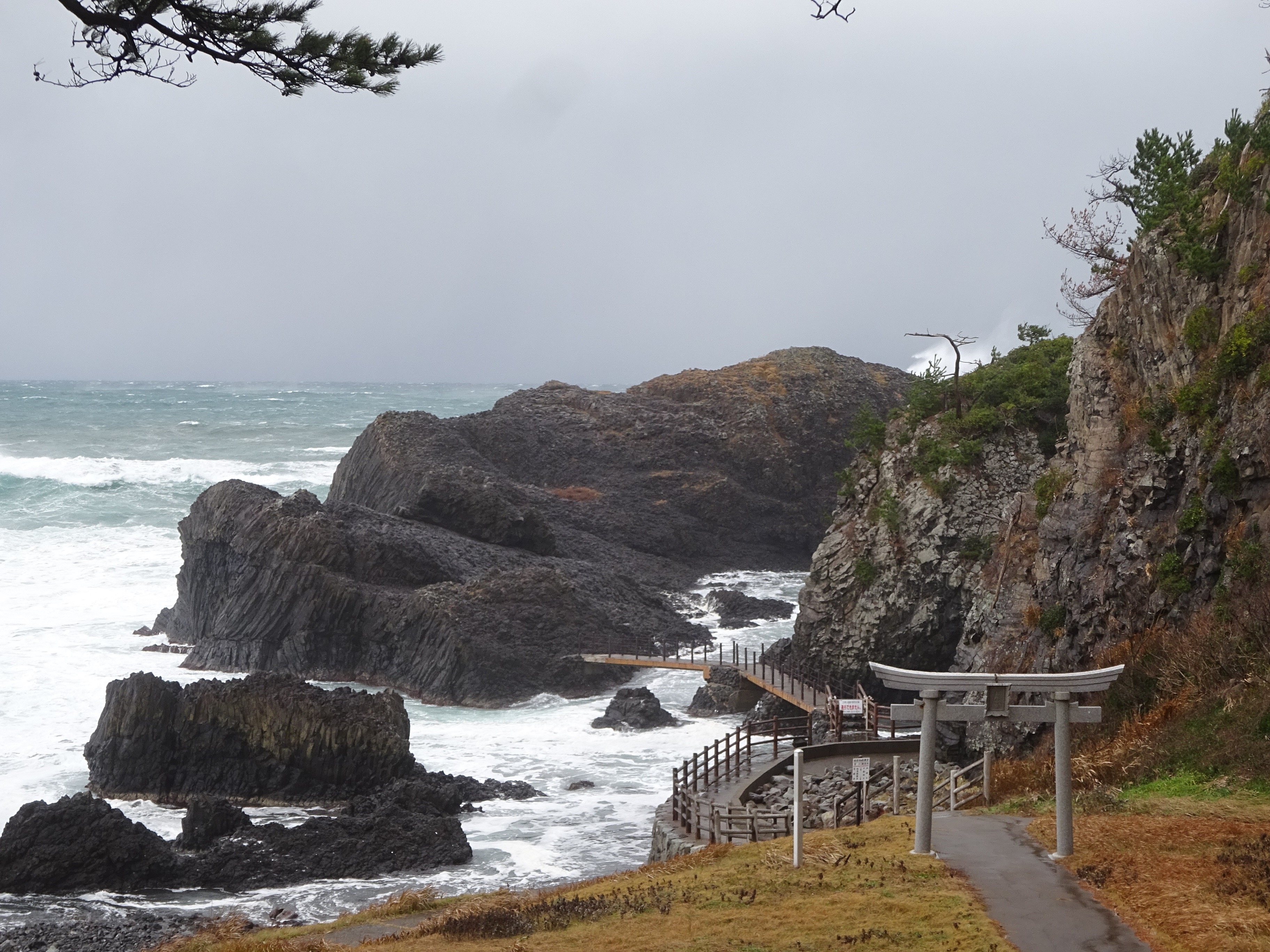
日本海に面する越前松島

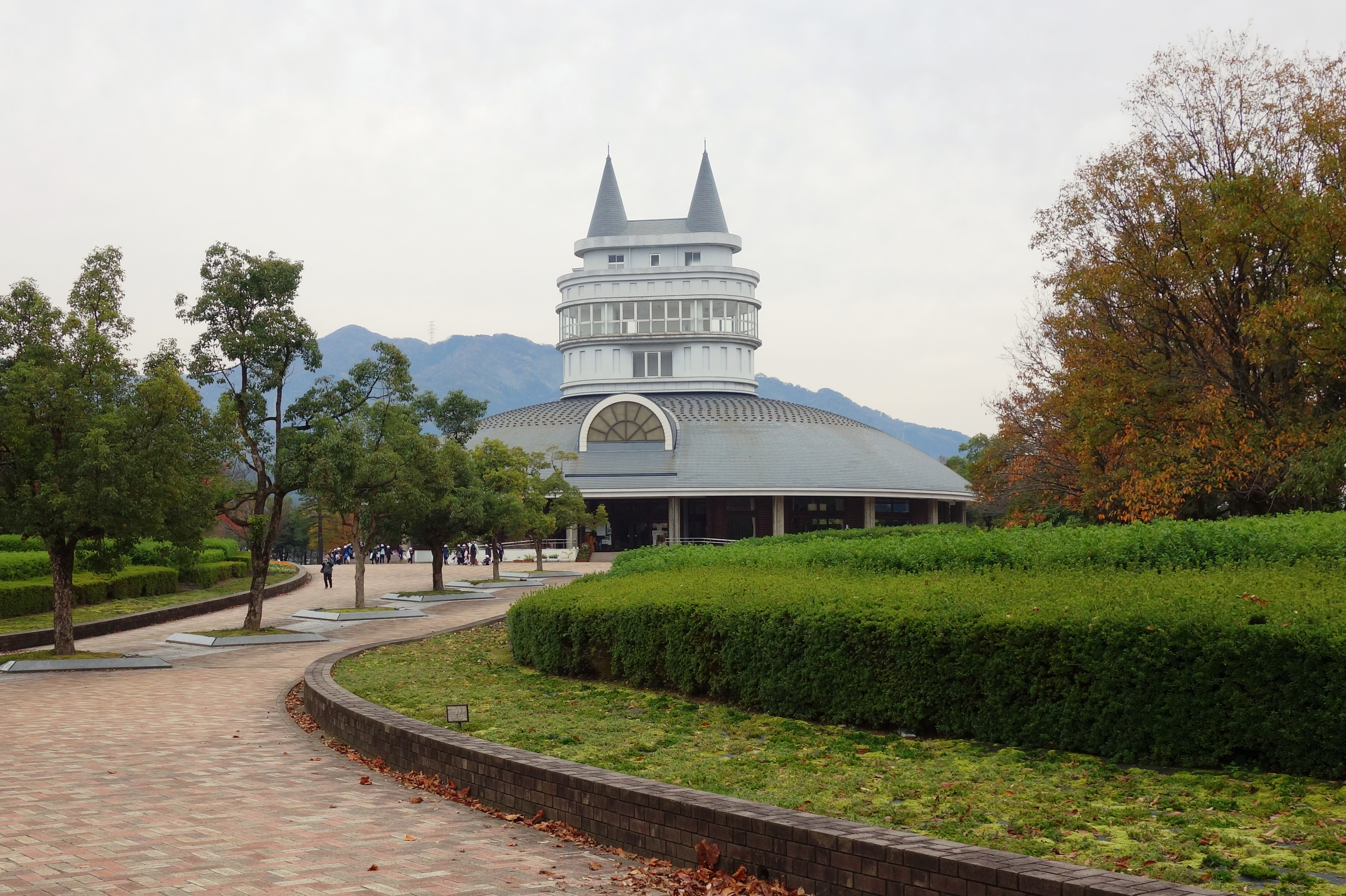
福井県総合グリーンセンター

坂井市は観光業が盛んであり、福井県一の観光客数を誇る。2007年度には497万人が訪れた。

### 景勝地
- 越前加賀海岸国定公園
  - 東尋坊 - 国の名勝・天然記念物
  - 雄島

### 名所・旧跡
主な城郭・館
- 丸岡城 - 国の史跡・重要文化財

主な神社
- 國神神社
- 三國神社

主な寺院
- 瀧谷寺 - 国宝の磬（けい）を所蔵、池泉築山式庭園が国の名勝、鎮守堂等が国の重要文化財

主な史跡
- 丸岡藩砲台跡 - 国の史跡
- 三国港突提（エッセル提） - 国の史跡・重要文化財
- 千古の家坪川家邸宅 - 国の重要文化財
- 中野重治生家跡
- 高見順生家跡
- 旧森田銀行本店 - 国の登録有形文化財
- 旧岸名邸

### 観光スポット
- 福井県総合グリーンセンター
- ゆりの里公園・ユリーム春江
- 東尋坊観光交流センター
- 三国湊町家館
- 三國湊座
- 一筆啓上茶屋
- 竹田水車メロディーパーク・メロディーパーク木工館
- 越前竹人形の里
- 東尋坊タワー
- 東尋坊観光遊覧船

#### 温泉
- 東尋坊温泉
  - 三国オーシャンリゾート&ホテル
- 東尋坊三国温泉
  - ゆあぽーと
- 丸岡温泉
  - たけくらべ
- 霞の里温泉
  - いきいきプラザ霞の里

### レジャー施設等
- 芝政ワールド

### 海水浴場
- 浜地海水浴場
- 三国海水浴場（三国サンセットビーチ）

## 文化・名物

### 祭事・催事
- 4月1日 - 20日：丸岡城桜まつり[14]
- 5月19日 - 21日：三国祭
- 6月上旬：古城マラソン
- 8月上旬：古城グリーンロードレース
- 8月11日：三国花火大会
- 9月：三國湊帯のまち流し
- 10月第2土曜日：丸岡古城まつり[15]

### 名産・特産
- 丸岡そば

アンテナショップ
- 東京都品川区平塚一丁目6番22号（戸越銀座商店街内[16]）
2016年8月20日に、東京都品川区の戸越銀座商店街内に坂井市のアンテナショップをオープンした[17][18]。品川区との特別区全国連携プロジェクトの一環[19]として、当初は2018年度までの2年間の予定で開設[20]。また、2018年にはふるさと納税制度の返礼をアンテナショップで行うサービスを全国で初めて実施した[21]。

### スポーツ

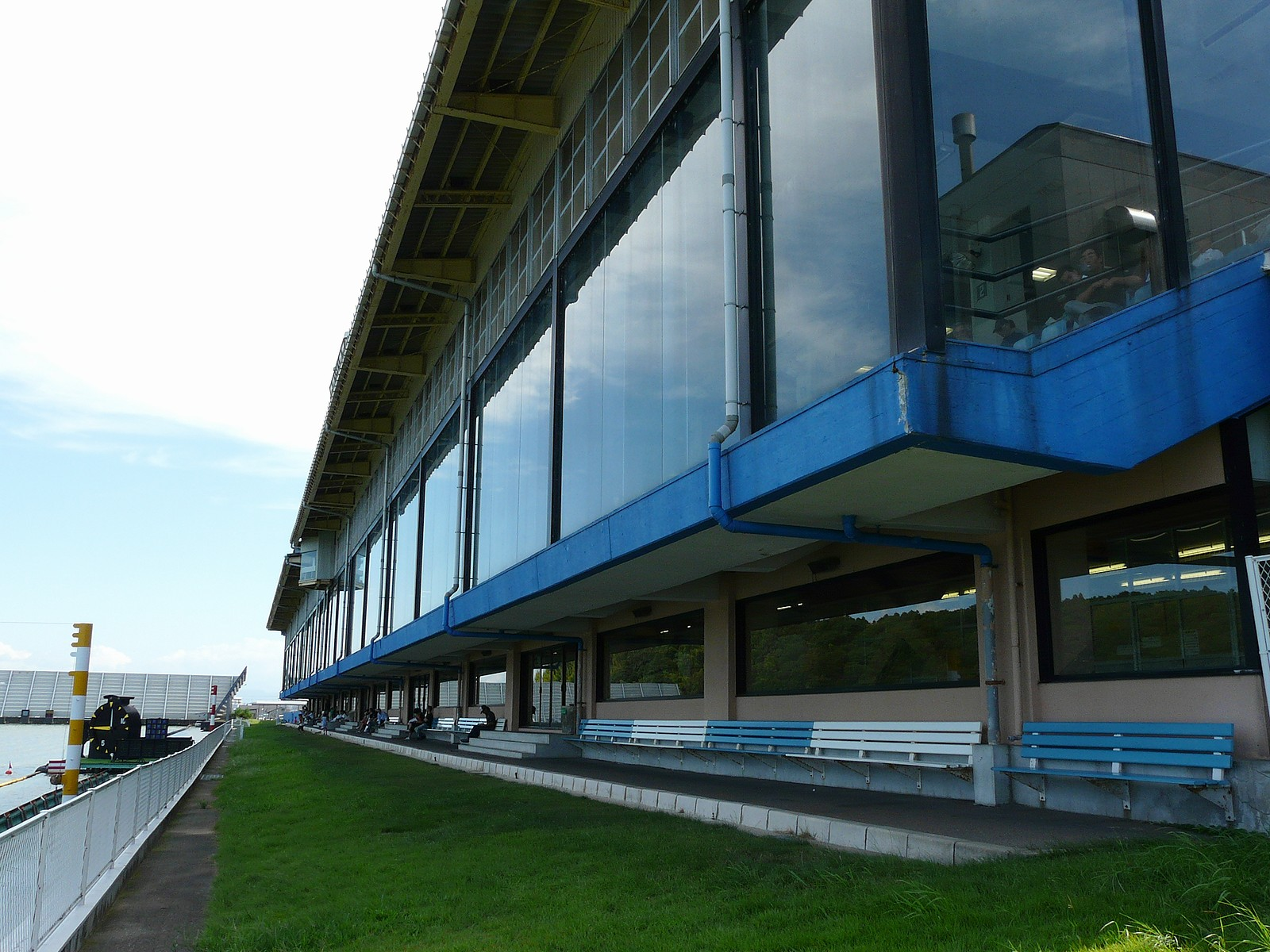
三国競艇場

#### サッカー
- 坂井フェニックスサッカークラブ（北信越フットボールリーグ）
- 福井KSC（福井県サッカーリーグ）

#### フットサル
- 福井丸岡RUCK（日本女子フットサルリーグ）

### 公営競技

#### 競艇
- 三国競艇場

## マスコットキャラクター

### 市公式キャラクター
- 坂井ほや丸
  - 2023年10月よりオンライン会議で見た目・性格などを構想し誕生。
  - 誕生日　10月17日　（上記オンライン会議開催日）

### その他
- 城丸くん
  - DMOさかい観光局のキャラクター
- 辛みちゃん
  - 越前坂井辛み蕎麦であなたの蕎麦で辛み隊のキャラクター
  - 辛味大根がモチーフ

## 出身関連著名人

### 出身著名人
| - 横山英太郎（工学者、世界初の無線電話機を発明、三国町） - 田嶼碩朗（彫刻家、三国町） - 有馬英二（医学者・政治家、三国町） - 高嶋辰彦（陸軍軍人、宮城事件、三国町） - 中島道子（作家、三国町） - 森田愛子（俳人、三国町） - 田崎史郎（政治評論家、三国町） - 戸田正寿（アートディレクター、三国町） - 小葉田淳（歴史学者、丸岡町） - 佐々木閑（仏教学者、三国町） - 小松長生（指揮者、三国町） - 近藤冨士雄（フリーアナウンサー、元NHKアナウンサー、三国町） - 馬場のぶえ（元広島テレビ放送アナウンサー、丸岡町) - 安野由里子（元福井テレビジョン放送アナウンサー、丸岡町） - 清水康彦（映像作家、春江町） - 高橋愛（歌手・元モーニング娘。、春江町） - 横田はるな（歌手、三国町） - ヒナタカコ（歌手、三国町） | - 愛希れいか（元宝塚歌劇団月組トップ娘役、坂井町） - 橋本千紘（プロレスラー、春江町） - MAZADA（プロレスラー、三国町） - 荒川優（陸上競技選手、丸岡町） - 市田佳寿浩（競輪選手、春江町） - 中島孝平（競艇選手、三国町） - 野沢香苗（二胡奏者、丸岡町） - 荒川洋治（現代詩作家、三国町） - 中野鈴子（詩人、丸岡町） - 中野重治（作家、丸岡町） - 西ゆうじ（作家、脚本家、丸岡町） - 高見順（作家、三国町） - 森安孝夫（歴史学者、三国町） - 深山おから（漫画家、三国町） - 岡田健志（ナレーター、三国町） - 吉江幸貴（モデル、三国町） - カズ（YouTuber、春江町） - 菴連也（アートクリエイター） |  |

### ゆかりのある人物
- 継体天皇（古墳時代の大王（天皇））- 幼い時に父の彦主人王を亡くしたため、母・振姫の故郷である越前国高向（たかむく、現在の福井県坂井市丸岡町高椋）で育てられ、「男大迹王」として5世紀末の越前地方（近江地方説もある）を統治していた。
- 本多重次（安土桃山時代の武将。「日本一短い手紙」を書いた）- 丸岡町の本光院が墓所である。
- 本多成重（江戸時代の大名、本多重次の子）- 丸岡藩の初代藩主。
- ジョージ・アーノルド・エッセル（オランダ人土木技術者）- 坂井港（三国港、福井県）のエッセル堤、龍翔小学校（現：坂井市龍翔博物館）の設計、指導を行った。
- 小野忠弘（美術家、造形作家）- 旧制三国中学校で美術教師をしていた。三国町の自宅で死去した。
- 三好達治（詩人）- 1944年（昭和19年）から5年間、雄島村（三国町）に住んでいた。
- 野坂昭如（小説家）- 下の妹を疎開先の春江町（坂井市）で栄養失調で亡くした。後に福井県で妹を亡くした経験から贖罪のつもりで『火垂るの墓』を記した。
- 開高健（小説家）- 母方の祖父母が丸岡町出身、父親が坂井町出身。
- 日野陽仁（俳優）- 幼少期を坂井市で過ごす。